# Katakomben in Rom

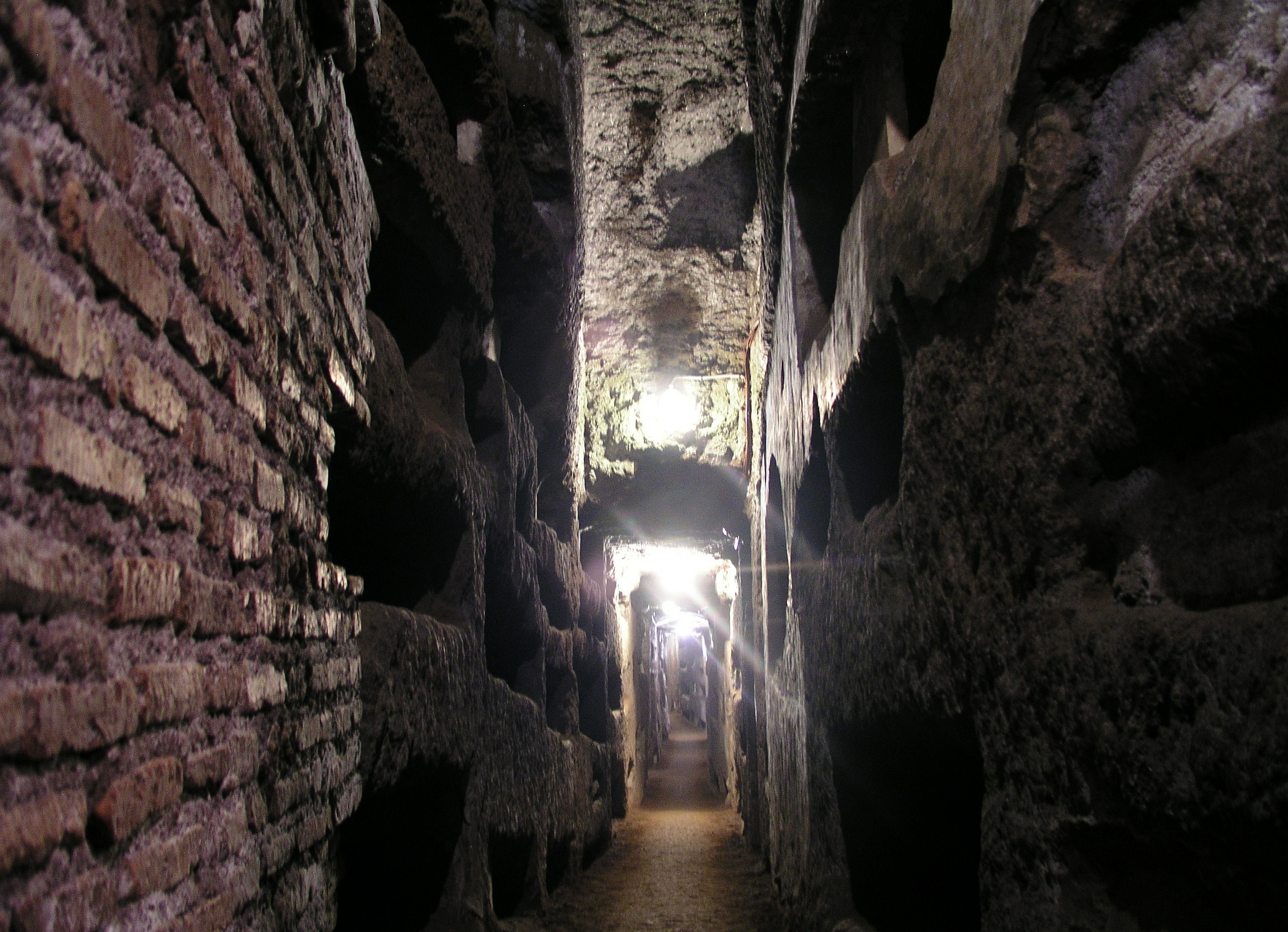
Gang mit in den Tuff gehauenen Nischengräbern, Domitilla-Katakombe

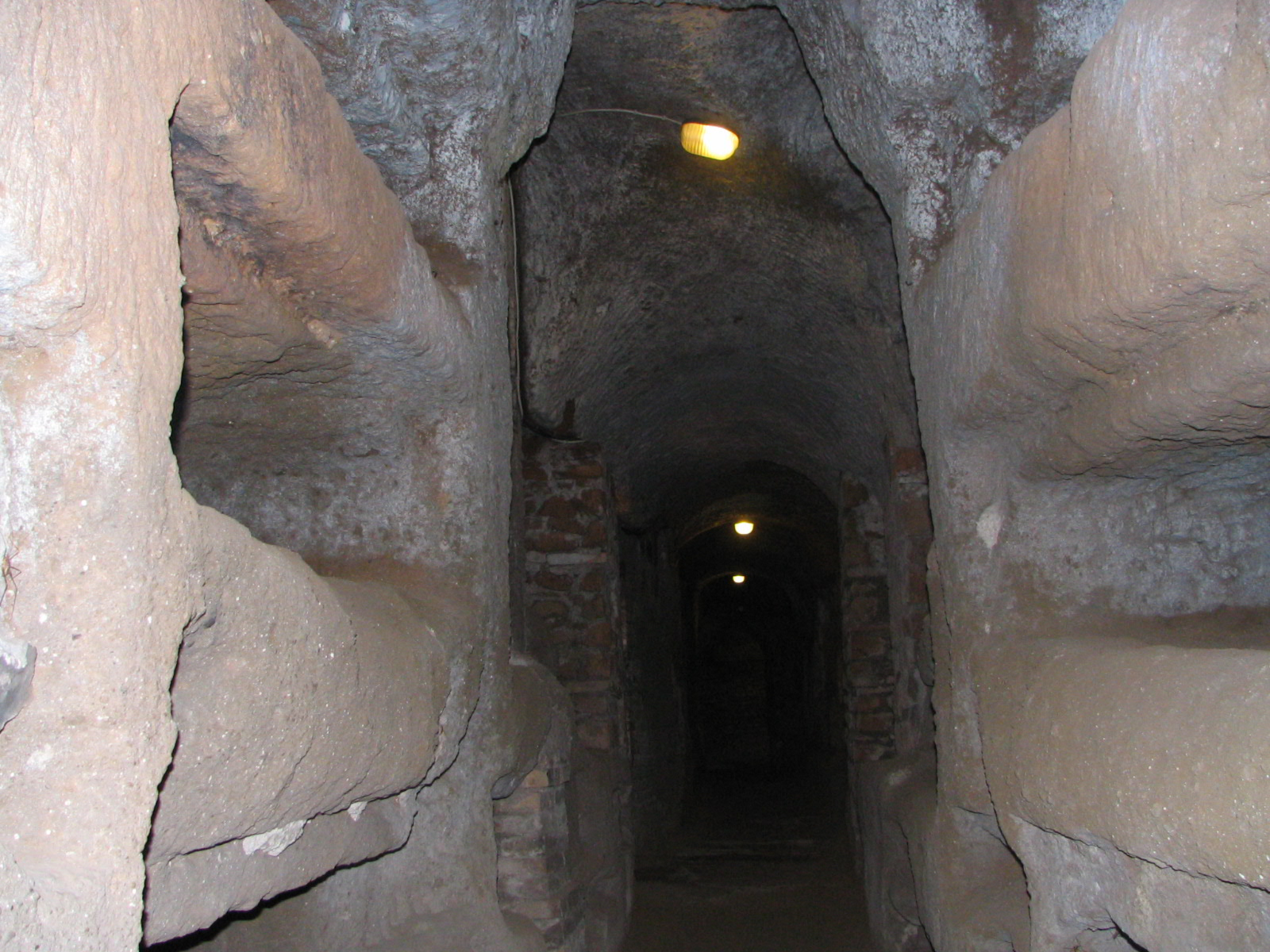
Gang mit Loculusgräbern in der Calixtus-Katakombe

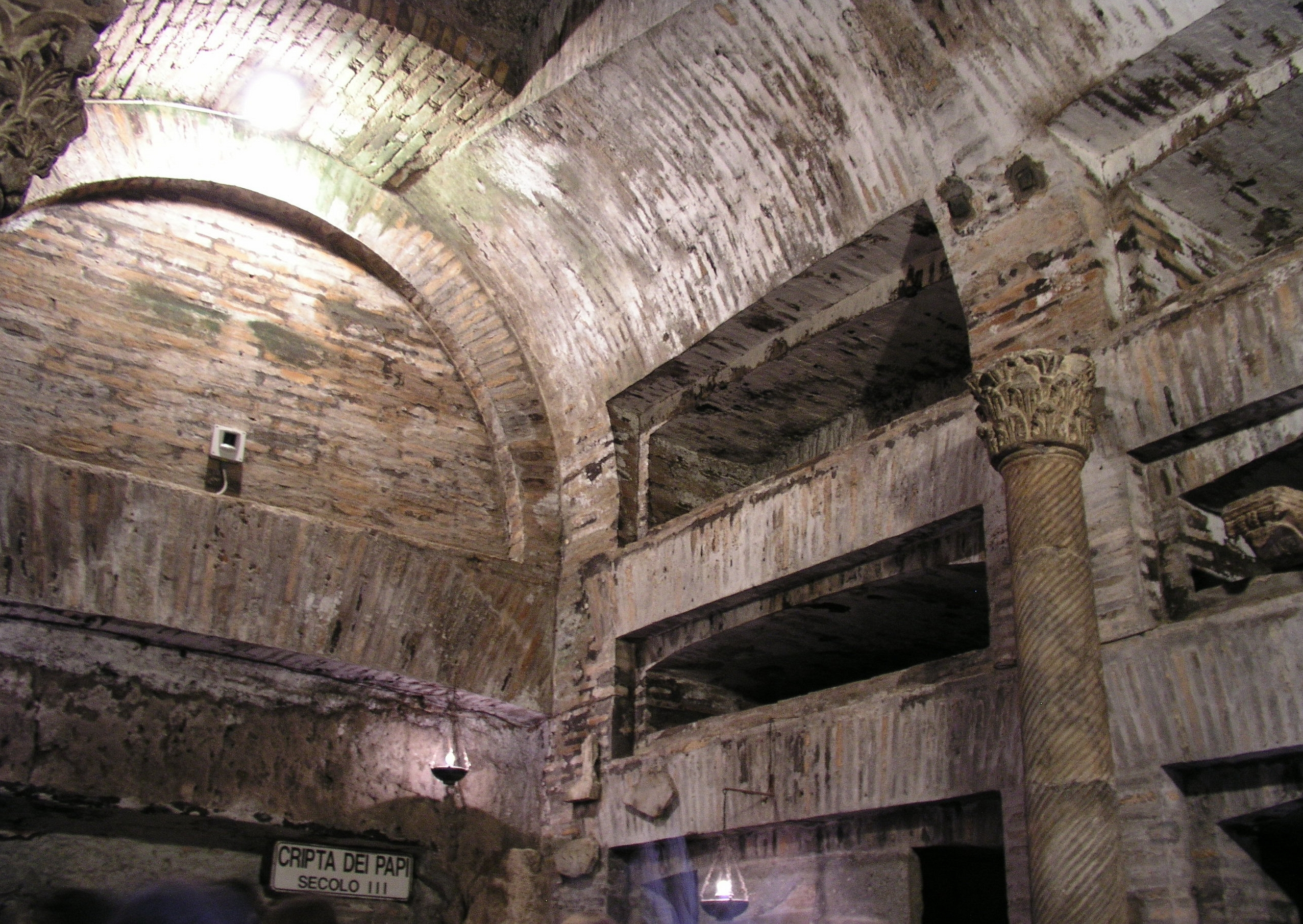
Krypta der Päpste in der Calixtus-Katakombe

Es gibt mehr als 60 Katakomben in Rom, von denen jedoch nur einige für die Öffentlichkeit zugänglich sind. Die bekanntesten Katakomben Roms befinden sich an der Via Appia Antica, der Via Salaria und der antiken Via Labicana.

## Geschichte

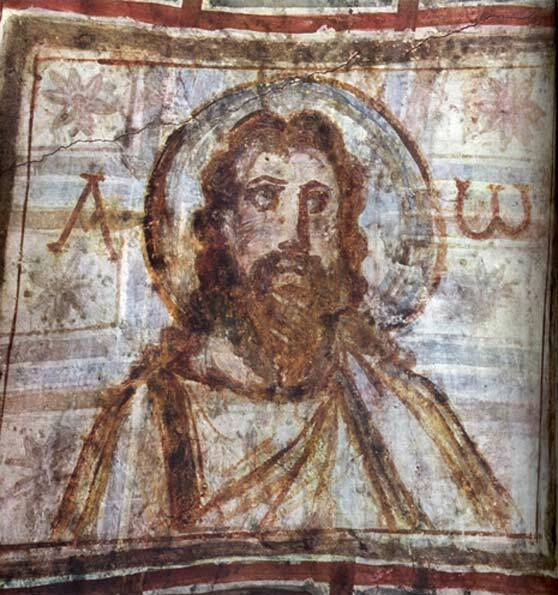
Bärtiger Christus mit Alpha und Omega, Commodilla-Katakombe, Ende 4. Jh.

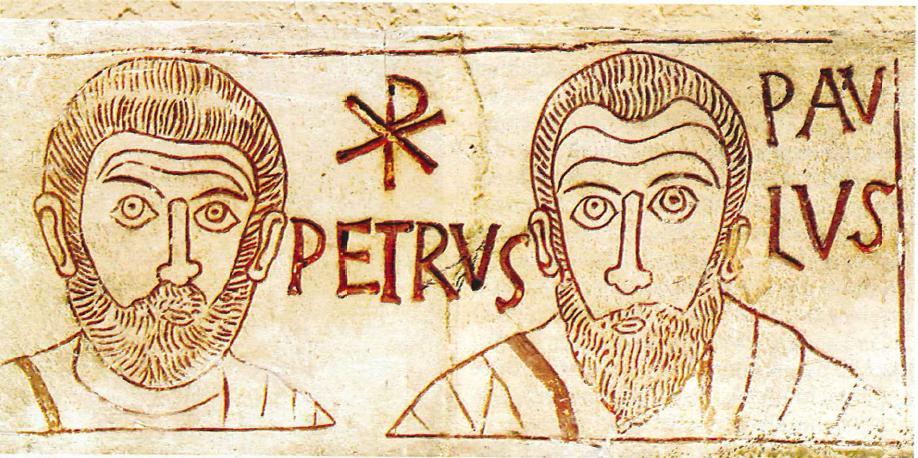
Petrus und Paulus, Gravur aus der Hippolyt-Katakombe (4. Jh.), heute Vatikanische Museen

Die Entstehung der Katakomben in Rom hängt mit der Entwicklung der Begräbniskultur zusammen. Seit dem Zwölftafelgesetz von 450 v. Chr. war zwingend geregelt, dass Bestattungen nur außerhalb der Stadtmauern stattfinden durften. In der römischen Antike gab es neben der Erdbestattung auch die aus dem Hellenismus übernommene Feuerbestattung in Urnen. Die ersten christlichen Gemeinden in Rom hielten an der Körperbestattung fest, weil sie das Grab als Stätte der künftigen Auferstehung ansahen. Im 1. Jahrhundert hatten die christlichen Gemeindemitglieder ihre Toten noch in den öffentlichen heidnischen Friedhöfen außerhalb der Aurelianischen Stadtmauer beerdigt. Im 2. Jahrhundert übernahmen die Christen den jüdischen Brauch, ihre Toten in Katakomben zu bestatten. Bisher sind sechs Jüdische Katakomben (Catacombe Ebraiche) wiederentdeckt worden. Für die unterirdisch angelegten Begräbnisstätten war gesetzlich vorgeschrieben, dass sie die Grenzen des oberirdischen Areals nicht überschreiten durften; deshalb war man gezwungen, die mit Gräbern belegten Gänge in mehreren Etagen übereinander anzulegen, was durch die Beschaffenheit des Tuffgesteins erleichtert wurde.

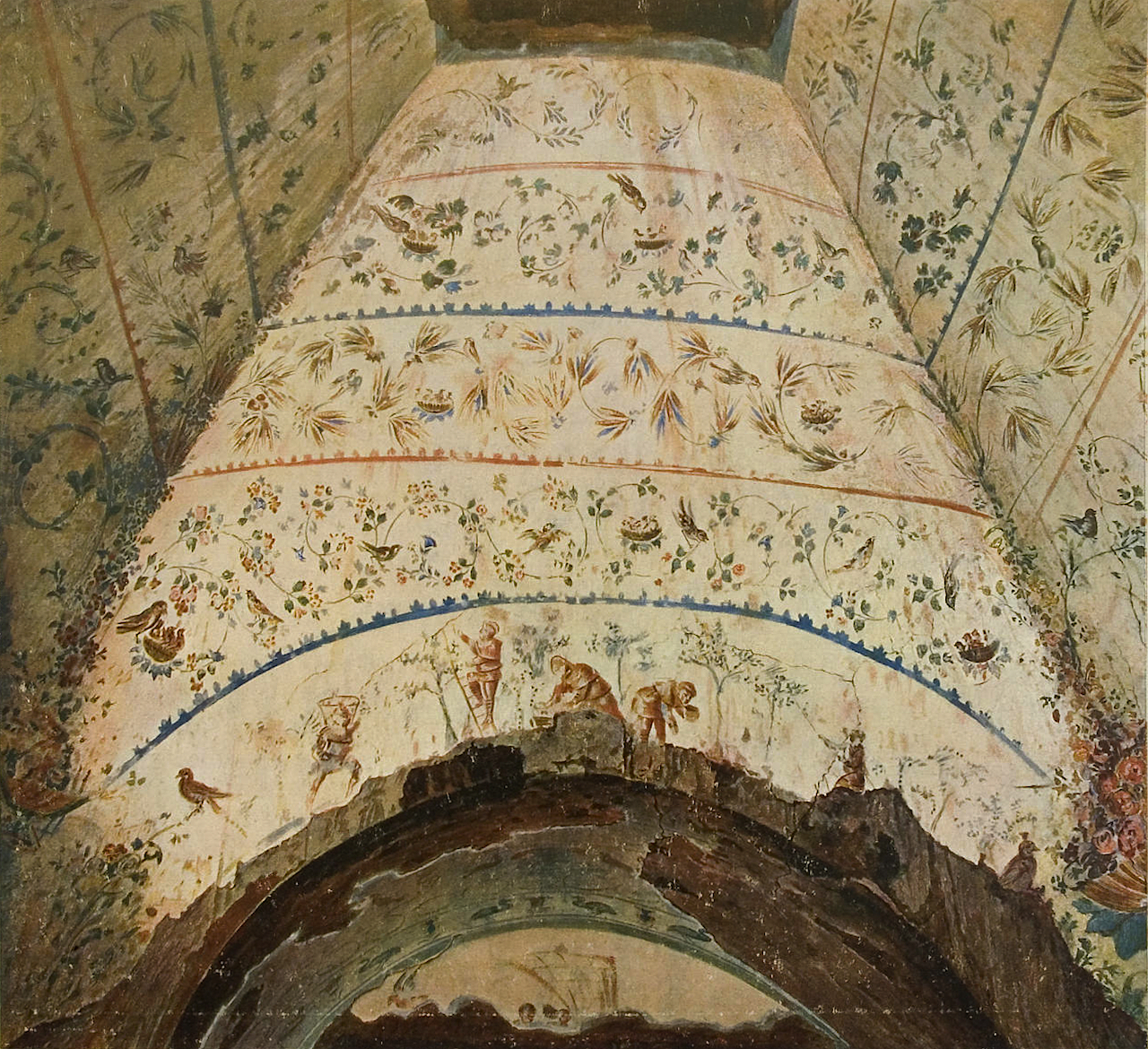
Pflanzen und Blumen in der Praetextatus-Katakombe

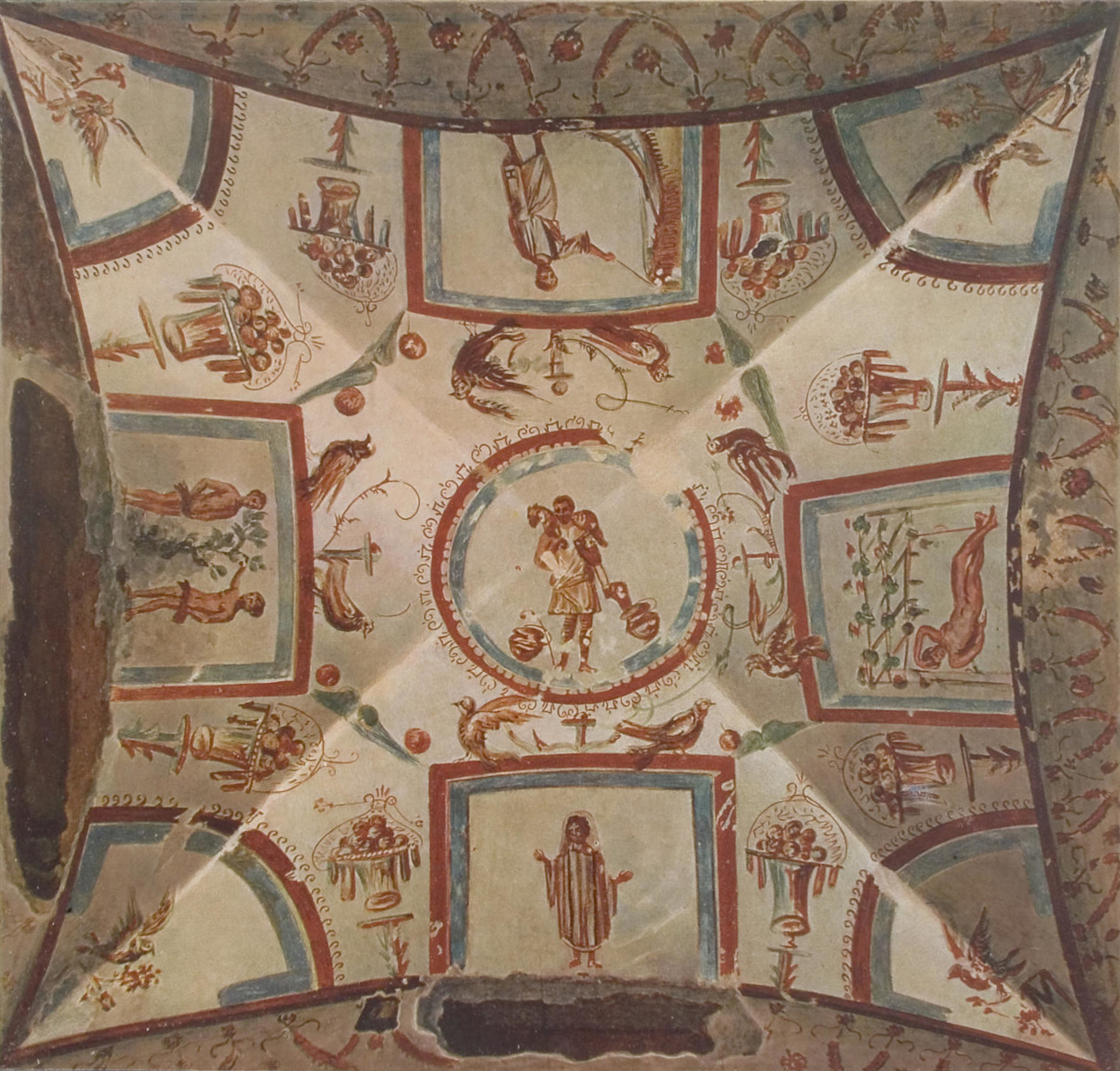
Deckenmalerei mit dem Guten Hirten im Zentrum, Coemeterium maius

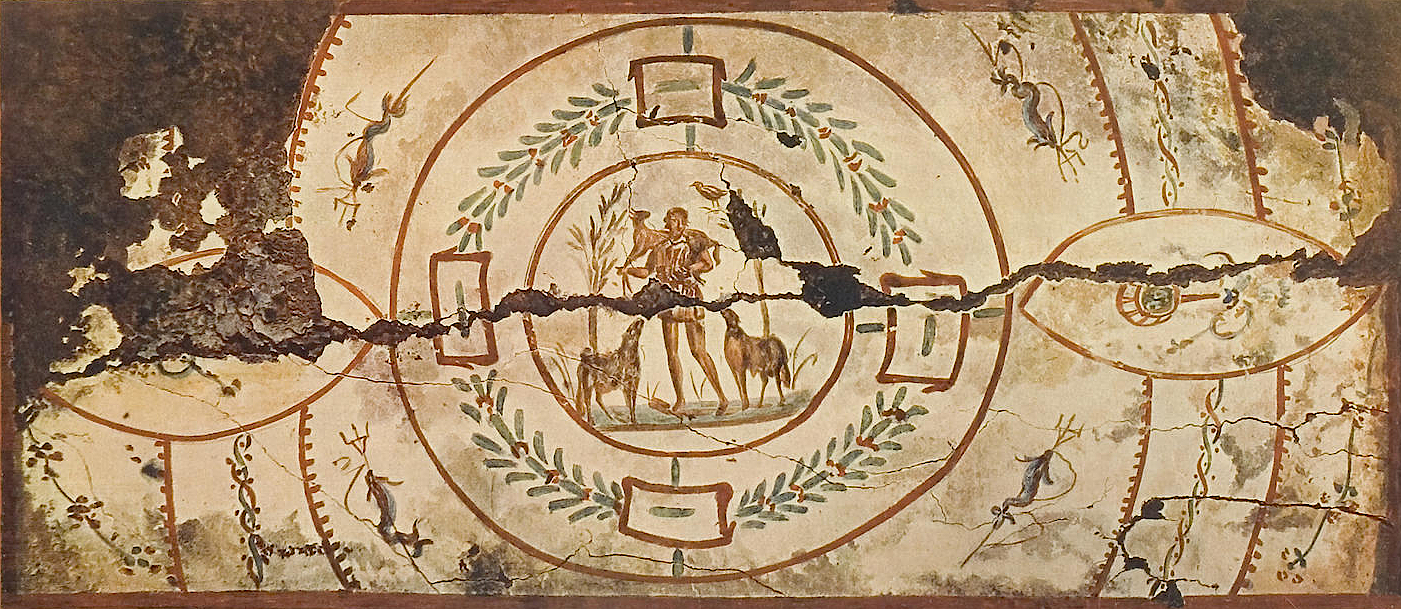
Der Gute Hirte, Praetextatus-Katakombe

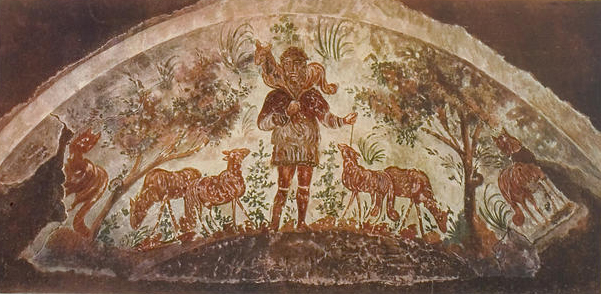
Der Gute Hirte, Coemeterium maius

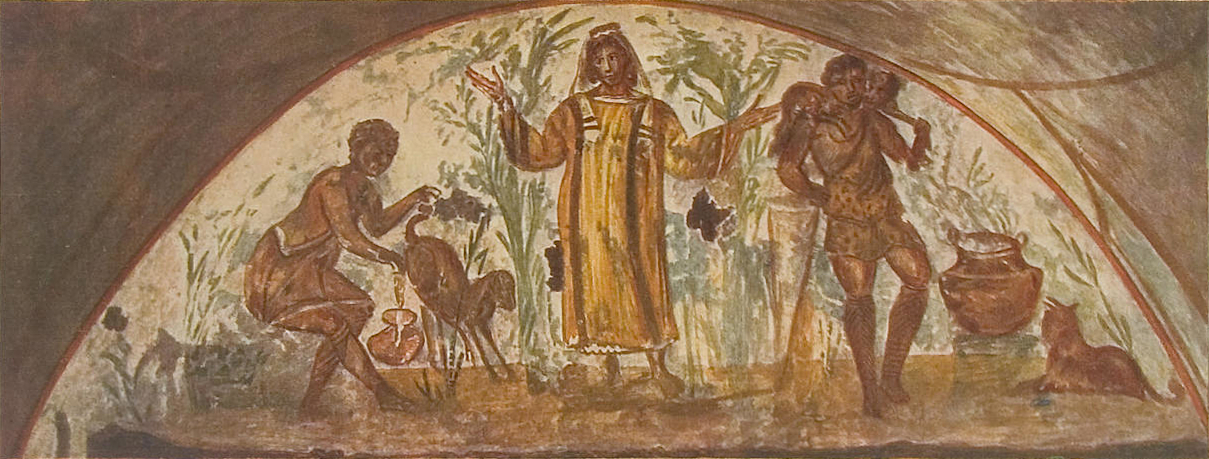
Orantin, Coemeterium maius

Durch Edikt von 257 ließ Kaiser Valerian den Christen verbieten, ihren Kult in der Öffentlichkeit auszuüben und ihre oberirdischen Friedhöfe zu betreten, wodurch sich die Bestattungen auf Grabanlagen unter der Erde konzentrieren mussten. Diese unterirdischen christlichen Friedhöfe wurden damals als cryptae bezeichnet (crypto = altgriechisch: verborgen; altgriechisch κρύπτη krýptē, deutsch ‚verborgener Gang, unterirdisches Gewölbe, Gruft‘). Der Name „Katakombe“ wird erstmals im 9. Jahrhundert allgemein benutzt. Dieser Ausdruck geht zurück auf den römischen Flurnamen ad catacumbas (von griechisch κατά κύμβας = „bei den Höhlungen“), der für die Sebastian-Katakombe an der Via Appia üblich geworden war, weil diese Katakombe bei den Mulden und Höhlungen einer Grube für Puzzolanerde lag; diese Bezeichnung wurde dann im 8. Jahrhundert auch als Zusatz in den Namen der dortigen Basilika als ‚San Sebastiano ad catacumbas‘ aufgenommen. Nach Auflassung der meisten Katakomben im 9. Jahrhundert blieb die Sebastian-Katakombe zugänglich und wurde auch weiterhin besucht, was zur Übernahme dieses Namens für alle Katakomben führte; seitdem ist ‚Katakombe‘ der archäologische Fachausdruck für unterirdische Begräbnisstätten.
Bereits bei den ältesten Katakombenanlagen ist festgestellt worden, dass sie für eine große Ausdehnung und rationelle Nutzung in mehreren Geschossen geplant und dass die nach geometrischem Schema angelegten Gänge auf eine spätere Erweiterung ausgerichtet waren. In die Wandflächen der Gänge wurden nach einheitlichem Muster vertikal angeordnete Nischengräber (Loculusgrab, von loculus = kleiner Raum) eingearbeitet; weil sie ganz eng neben- und übereinander in die Wand gehauen waren, bezeichnete man sie auch als Kolumbarium (lateinisch Columbarium = Taubenschlag). Später kamen überwölbte Mauernischen (Arkosolium, von arcus = Bogen und solium = Grab) sowie in Abzweigungen von den Hauptgängen eingerichtete Grabkammern (Cubiculum = Schlafraum) hinzu, die mit aufwendigeren Gräbern (mit Sarkophagen und reicher Ausmalung) für privilegierte Bestattungen vorgesehen waren. Die übereinander angeordneten, einheitlich gestalteten Loculusgräber waren mit Marmor- oder Ziegelplatten verschlossen und wurden mehrfach belegt. Die Inschriften auf den Grabplatten und an den Wänden enthielten nur Namen und christliche Symbole, entsprechend den Gleichheitsvorstellungen der neuen Religion. Die Namen der ersten Katakomben gehen meistens auf die Grundstückseigentümer oder die Stifter der ersten unterirdischen Begräbnisstätten zurück (zum Beispiel Domitilla, Priscilla, Commodilla), die aus einigen früh zum Christentum übergetretenen Adelsfamilien stammten; andere Namen haben ihre Wurzel in Ortsbezeichnungen oder in den Eigennamen der dort beigesetzten Märtyrer.
Verwaltung und Kontrolle der Katakomben oblag schon sehr früh dem Bischof von Rom, vertreten durch den Diakon der jeweiligen kirchlichen Region. Die umfangreichen Grabungsarbeiten für die Katakomben sowie die Anlegung der Gräber und die Bestattungen wurden von den fossores (Totengräbern) durchgeführt; das waren Facharbeiter, die seit dem 4. Jahrhundert auch zur kirchlichen Hierarchie gehörten. Bis zum 5. Jahrhundert wurden die bestehenden Katakomben erweitert und vereinzelt auch noch neue unterirdische Friedhöfe angelegt.
Weil in den Katakomben auch Märtyrer, Bischöfe und Päpste beigesetzt waren, entstanden dort besondere Stätten der Heiligenverehrung mit Gottesdiensten und für Versammlungen zum Totengedächtnis mit dem traditionellen Totenmahl (Refrigerium, lateinisch „Abkühlung“ als Zwischenzustand des seligen Verweilens der Verstorbenen), ein ursprünglich heidnischer und auch jüdischer Brauch, der von der Kirche bis zum 5. Jahrhundert als karitative Einrichtung Agape (von griechisch ἀγάπη = Liebe, Liebesmahl) geduldet wurde.
Papst Damasus I. (366–384) ließ in den Katakomben vor allem die Märtyrergrüfte erweitern und mit architektonischen Mitteln hervorheben. Dabei entstanden größere Räume mit Marmorverkleidung, Bodenbelag und Lichtschächten, aber auch mit Brunnen, Sitzgelegenheiten und kleinen Tischen (mensae) für die Speiseopfer zugunsten der Verstorbenen und für die Essensvorräte der Teilnehmer beim Totenmahl. Damasus persönlich hat auch mehr als sechzig metrische Inschriften für die Märtyrer der Stadt verfasst, die in große Marmortafeln eingemeißelt und über den Gräbern angebracht wurden. Auf diese Weise sollte an das vorbildliche Leben der Märtyrer erinnert und die Verehrung der ältesten Glaubenszeugen der Christengemeinschaft gefördert werden; außerdem war Damasus daran gelegen, die Glaubenseinheit – nach den zurückliegenden Spaltungsgefahren (Arianismus) – wiederherzustellen.
Bei der Plünderung Roms (410) durch die Westgoten wurden viele Katakomben zerstört. Weil die Pilgerreisen und Wallfahrten zu den Katakomben mit ihren Märtyrer- und Heiligengräbern aber noch zugenommen hatten, wurden die im 4. Jahrhundert angelegten Rundgänge zu den bedeutendsten Grabstätten (itinera ad sanctos) restauriert. Zeichen für den intensiven Besuch der Märtyrergräber sind die Hunderte von Graffiti, die von den Gläubigen in den Räumen um die Gräber und in den Zugängen eingeritzt wurden. Zu Beginn des 6. Jahrhunderts erweiterte man einige unterirdische Räume, um den Altar für die Feier der Eucharistie direkt über ein Märtyrergrab (ad corpus) setzen zu können. In Fortentwicklung dieses Brauchtums wurden später auch sogenannte Katakombenbasiliken errichtet, deren Dächer aus dem Boden herausragten, zum Beispiel die Basilika Santi Nereo e Achilleo in der Domitilla-Katakombe.
Nach den Kriegen des 6. Jahrhunderts und vor allem nach den Überfällen der Langobarden (Mitte des 8. Jahrhunderts) begannen die Grabanlagen in den Katakomben zu verfallen, weil sie außerhalb der Stadtmauern nicht mehr gesichert werden konnten. Außerdem wurden durch neue Gesetze die Bestattungen innerhalb des Stadtgebietes erlaubt. Im 8. und 9. Jahrhundert ließen die Päpste die Reliquien der Märtyrer systematisch aus den Katakomben in die Kirchen innerhalb der Stadtmauern überführen. Im Mittelalter blieben nur die wenigen Katakomben zugänglich, die mit den Märtyrerbasiliken (S. Sebastiano, S. Agnese und S. Lorenzo) verbunden waren. Erst im 16. Jahrhundert begann die Wiederentdeckung und systematische Erforschung der römischen Katakomben, besonders durch den Katakombenforscher Antonio Bosio (1575–1629) und den Archäologen Giovanni Battista de Rossi (1822–1894).
Heute gehören die römischen Katakomben zu den am besten erhaltenen archäologischen Komplexen der antiken Welt. Die bisher erforschten mehr als sechzig Katakomben verbreiten sich mit ihren Gängen in einer Länge von mehreren hundert Kilometern im Untergrund der Metropole Rom. Davon sind etwa 170 km mit ca. 750.000 Gräbern freigelegt, darunter etwa 50 Märtyrergräber. Für die Erschließung, Erforschung, Sicherung und Unterhaltung der Katakomben ist die 1852 gegründete Päpstliche Kommission für Sakrale Archäologie verantwortlich.

## Dekoration der Katakomben
Im 2. und 3. Jahrhundert gab es zunächst nur spärliche Grabdekorationen, wenige Inschriften und noch keine Ausmalungen. Viele Nischengräber waren mit den Lieblingsgegenständen der Verstorbenen verziert, zum Beispiel mit Schmuckstücken, Muscheln, Bronzemünzen, kleinen Terrakottafiguren, Glasampullen oder Goldglasböden, die in den Verschlussmörtel eingelassen worden waren. Sie dienten wahrscheinlich auch dazu, das Grab wieder aufzufinden. Die ersten Beschriftungen der Grabplatten enthielten nur Namen und manchmal auch ein Symbolzeichen, zunächst aber noch keine Daten.
Später wurden sowohl die Flächen zwischen den Nischengräbern in den langen Gängen und die Arkosolgräber als auch die Wände und Deckengewölbe der Grabkammern mit Wandmalerei geschmückt. Dabei benutzte man anfangs ein Dekorationssystem aus geometrischen Figuren und Ranken. Später wurden dann Wand- und Deckenflächen ganz mit Fresken bedeckt: in der untersten Zone mit Toren, Schranken, Gartenansichten oder Ausblicken auf ein neutrales Jenseits; in der Mittelzone Architektur-Imitationen oder Darstellungen mit den Tätigkeiten der dort Bestatteten; für Apsisrundung und Decke blieben biblischen Szenen oder Bilder der Theophanie vorbehalten. Die Themen der Ausmalung entwickelten sich von neutralen oder heidnischen Motiven schrittweise zu einem christlichen Repertoire. Entwicklung und Themen der römischen Katakombenmalerei hat Fabrizio Bisconti ausführlich beschrieben.

## Christliche Inschriften

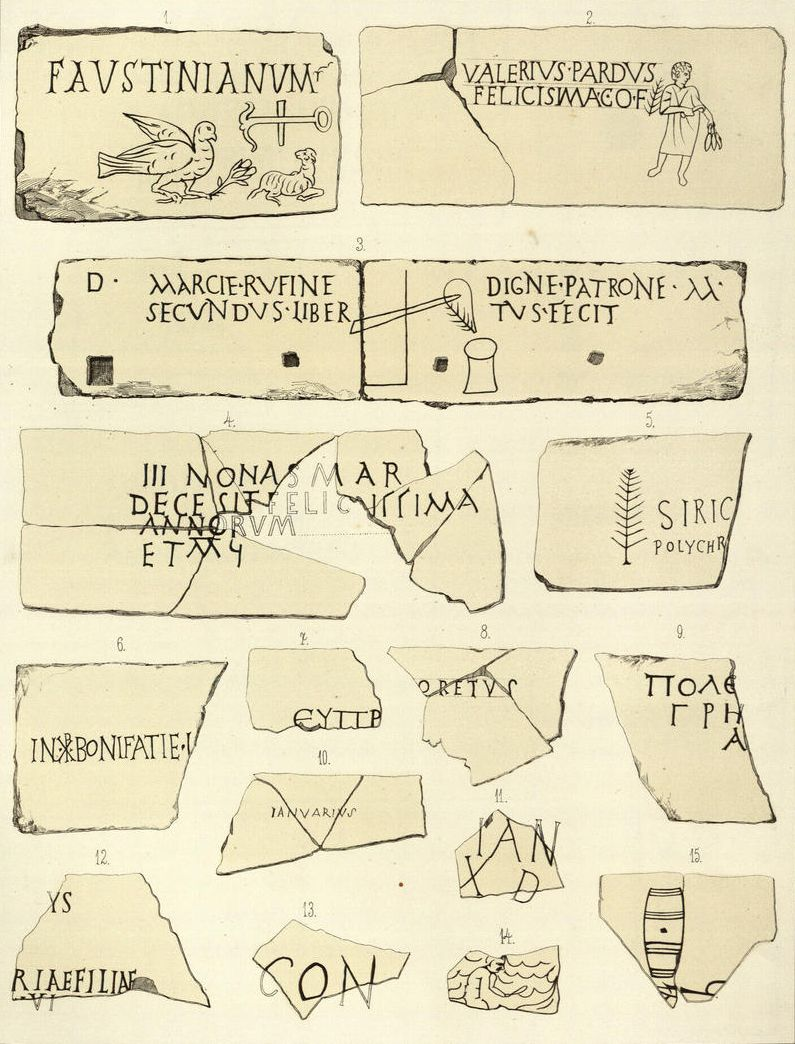
Schrifttafeln aus Katakomben, Giovanni Battista de Rossi, Rom 1864

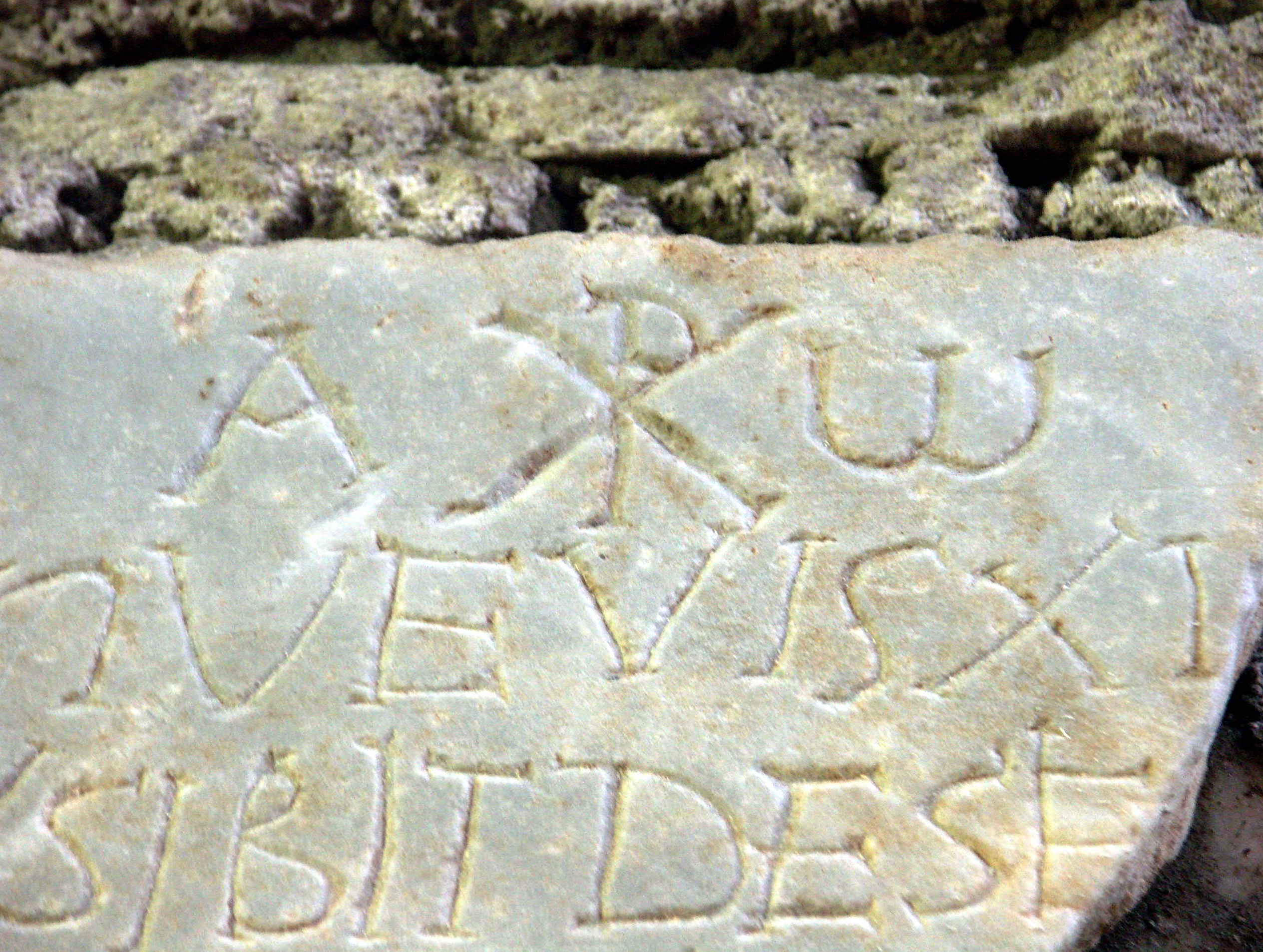
Steintafel mit lateinischer Inschrift, Alpha und Omega und Christusmonogramm Chi-Rho ☧, Domitilla-Katakomben, Rom

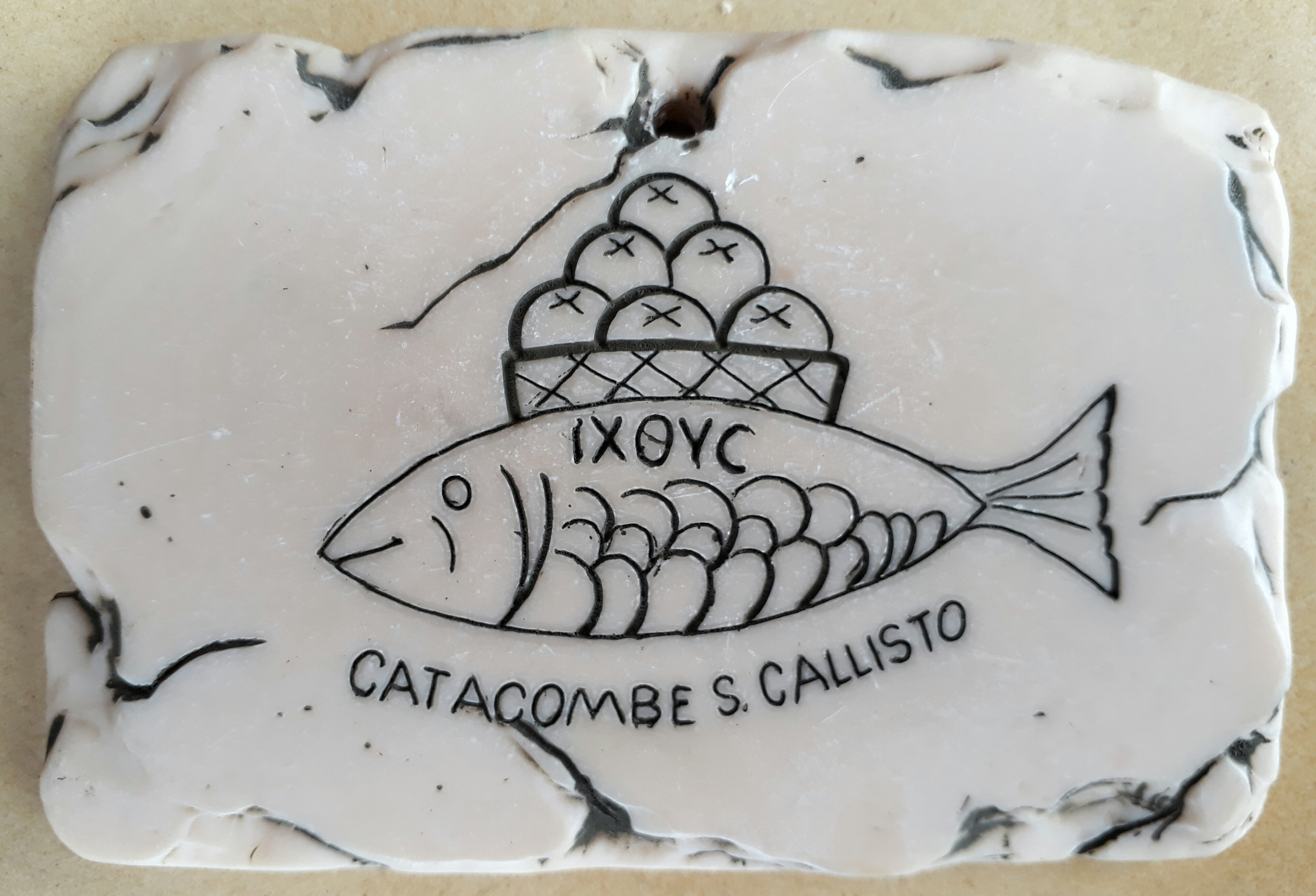
IXΘΥΣ als Apokryph auf dem Fisch mit dem eucharistischen Brot (Nachbildung)

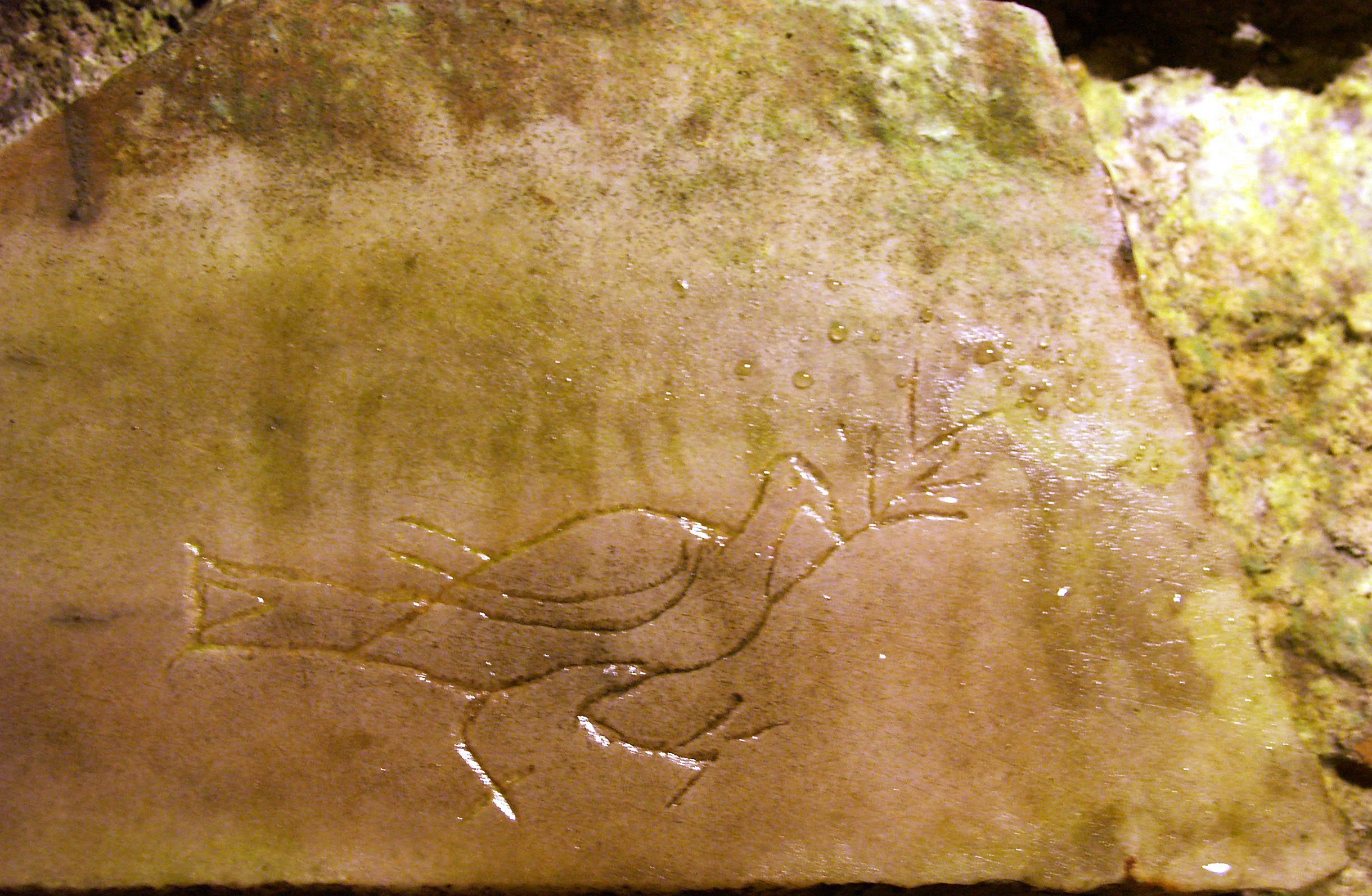
Friedenstaube mit Ölzweig, Domitilla-Katakombe

In den Katakomben Roms sind mehr als 40.000 Inschriften freigelegt und gesichert worden; sie stammen zum größten Teil aus dem 3. bis 5. Jahrhundert und haben sehr heterogenen Inhalt. Eine Veröffentlichung durch das Päpstliche Institut für Christliche Archäologie ist vorgesehen in der Sammlung der Inscriptiones Christianae Urbis Romae septimo saeculo antiquiores (ICUR); Einzelheiten hat Danilo Mazzoleni veröffentlicht.
Christliche Inschriften konnten seit Beginn des 3. Jahrhunderts nachgewiesen werden, anfangs nur aus dem Namen des Verstorbenen bestehend, in einigen Fällen auch mit einem christlichen Symbol, zum Beispiel Anker, Fisch, Taube oder Christusmonogramm. Das Material bestand aus Marmorplatten oder Ziegeln, in welche die Buchstaben als Majuskeln (Capitalis monumentalis) eingemeißelt oder eingeritzt waren. Unter den Tausenden von Namen stammten viele aus der heidnischen Mythologie (Achilles, Asclepiodotus, Herkules, Hermes); andere waren griechischen oder lateinischen Ursprungs. Biblische Namen (Maria, Susanna, Johannes, Petrus, Joseph) fanden sich nicht sehr häufig; gebräuchlicher waren Namen, die mit christlichen Begriffen zusammenhingen (Agape = Liebe, Irene = Friede, Benedictus = Gesegneter, Renatus = Wiedergeborener, Theodorus = Gottesgeschenk). Außerdem kamen Namen vor, die Wünsche ausdrückten, Monatsnamen und Ortsnamen enthielten oder von Tiernamen abgeleitet waren; schließlich gab es auch Kosenamen und Spottnamen. Ab Mitte des 4. Jahrhunderts wurden auch Berufe angegeben, und zwar mit den Berufsbezeichnungen oder mit Berufskennzeichen (Fass, Waage, Axt, Hammer, Zirkel, Schere, Spindel, Musikinstrument).
Auch Monogramme und Buchstabenkombinationen kamen vor, darunter Alpha und Omega (Α und Ω) sowie die verschiedenen Christusmonogramme: Kreuz mit Rho-Schleife oder Kreuz mit den griechischen Anfangsbuchstaben von Christus (X = Chi und P = Rho oder das vollständige Christogramm ΙΣ ΧΣ = ΙHΣΟΥΣ ΧΡΙΣΤῸΣ = Jesus Christus). Außerdem benutzten die frühen Christen das griechische Wort für Fisch (Ι-Χ-Θ-Υ-Σ) als Akronym, um ihre Zugehörigkeit zur christlichen Gemeinde diskret auszudrücken; es stand für Iησοῦς – Χριστός – Θεού Υιός – Σωτήρ = Jesus – Christus – Gottes Sohn – Erlöser; es war eines der ältesten geheimen Symbole und Erkennungszeichen der Christen untereinander sowie außerdem die früheste und kürzeste Form des christlichen Glaubensbekenntnisses. Die Abkürzung ‚Fisch‘ wurde u. a. in der Sebastian-Katakombe gefunden, und zwar in einer Grabnische des mittleren der drei römischen Grabhäuser unter dem rechten Seitenschiff der Basilika San Sebastiano fuori le mura. Der Fisch gilt als Symbol der Berufung eines Christen zum Menschenfischer (Mt 4,19).
Private Monogramme sind selten benutzt worden und sind in Einzelfällen auch schwer zuzuordnen. Als Sprache diente bis zur Mitte des 4. Jahrhunderts das Griechische; es war die offizielle Liturgiesprache und in Rom die zweite Amtssprache. Besonders hervorzuheben sind die zahlreichen von Papst Damasus I. (366–384) verfassten Gedichte (carmina) für Heilige und Märtyrer in den Katakomben. Am bekanntesten ist sein Epigramm für die ‚Gruft der Päpste‘ in der Calixtus-Katakombe. Die von dem römischen Kalligraphen Furius Dionysius Filocalus in einer speziellen Schrift und sorgfältiger Anordnung gemeißelten Buchstaben haben diese Grabplatten zu sehenswerten Inschriftenplatten gemacht.
In den Gängen und Grabkammern der Katakomben sind zahlreiche Graffiti gefunden worden, die mit Griffeln in den Putz oder in den roten Tuff geritzt worden waren. Sie beinhalten unter anderem die Namen der Besucher (als Zeichen für ‚Ich war hier‘), aber auch Hinweise auf die dort beigesetzten Märtyrer sowie Bitten und Segenswünsche. Die ältesten Graffiti befinden sich in der Memoria Apostolorum unter der Basilika San Sebastiano fuori le mura; die jüngsten stammen vom Beginn des 9. Jahrhunderts.

## Die bekanntesten Katakomben in Rom

### Prinzipien
Katakomben wurden entlang der Konsularstraßen errichtet. Allgemein zugänglich sind derzeit nur sechs Katakomben:
- Im Süden der Stadt in der Nähe der Via Appia: Sebastian-Katakombe, Calixtus-Katakombe und Domitilla-Katakombe,
- im Osten die Katakombe Marcellinus und Petrus an der Via Labicana (heute Via Casilina),
- im Norden die Agnes-Katakombe an der Via Nomentana und die Priscilla-Katakombe an der Via Salaria.

### Sebastian-Katakombe

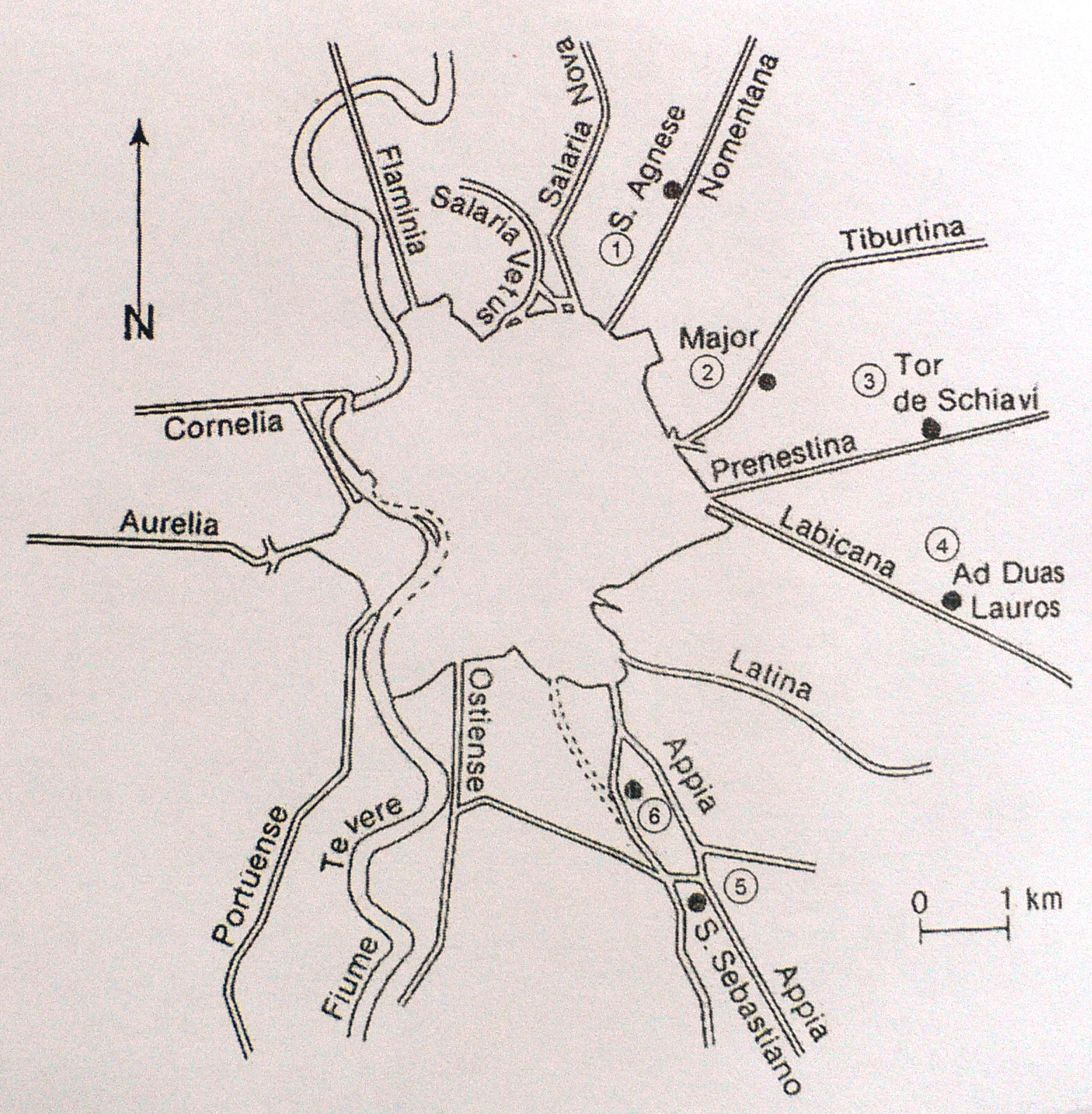
Die antiken Konsularstraßen außerhalb der Aurelianischen Mauer. (Die Ziffern verweisen auf die Umgangsbasiliken)
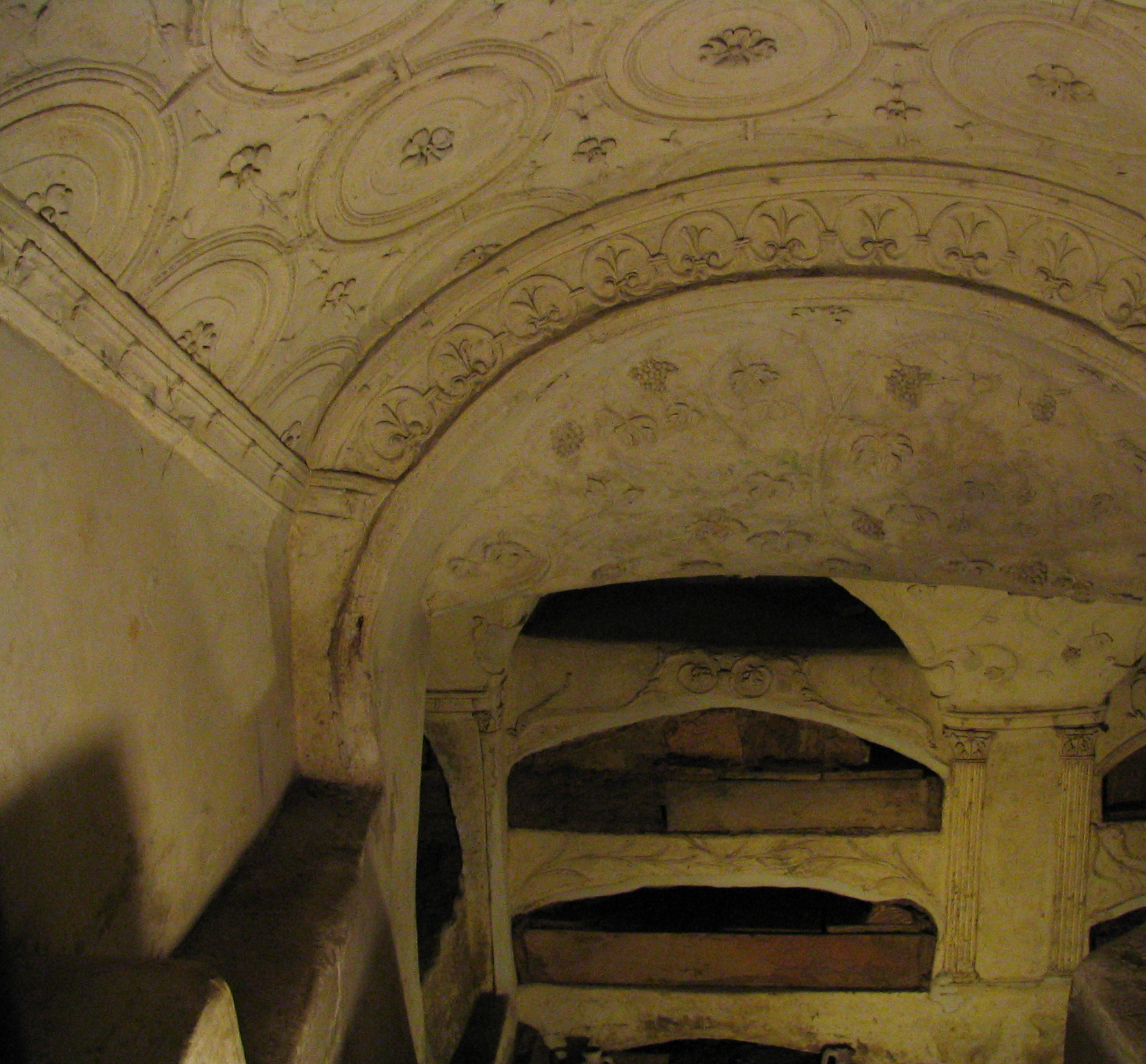
Grabnischen in der Sebastian-Katakombe
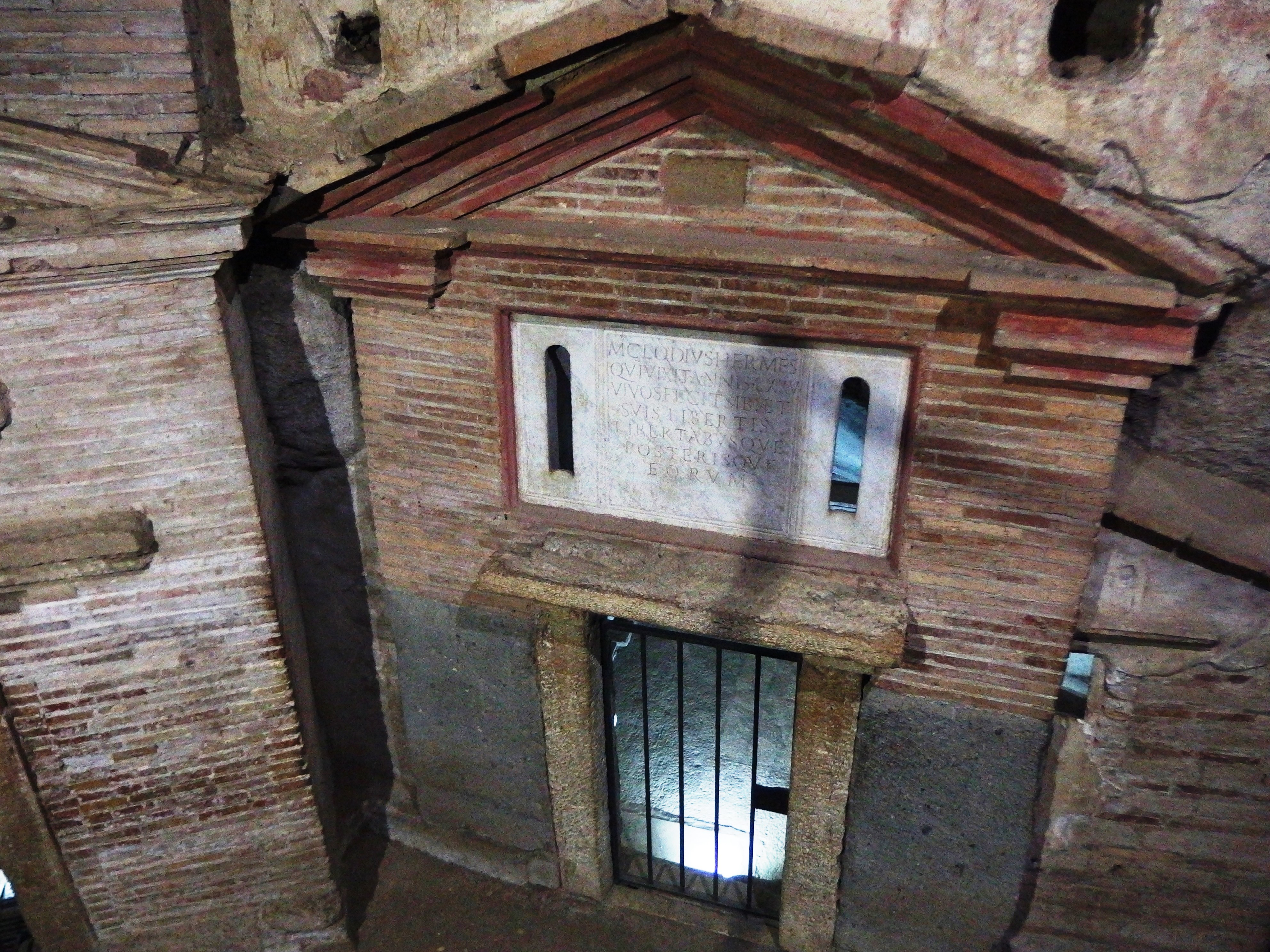
Antikes Grabhaus des Marcus Clodius Hermes mit christlichen Malereien über dem Giebel
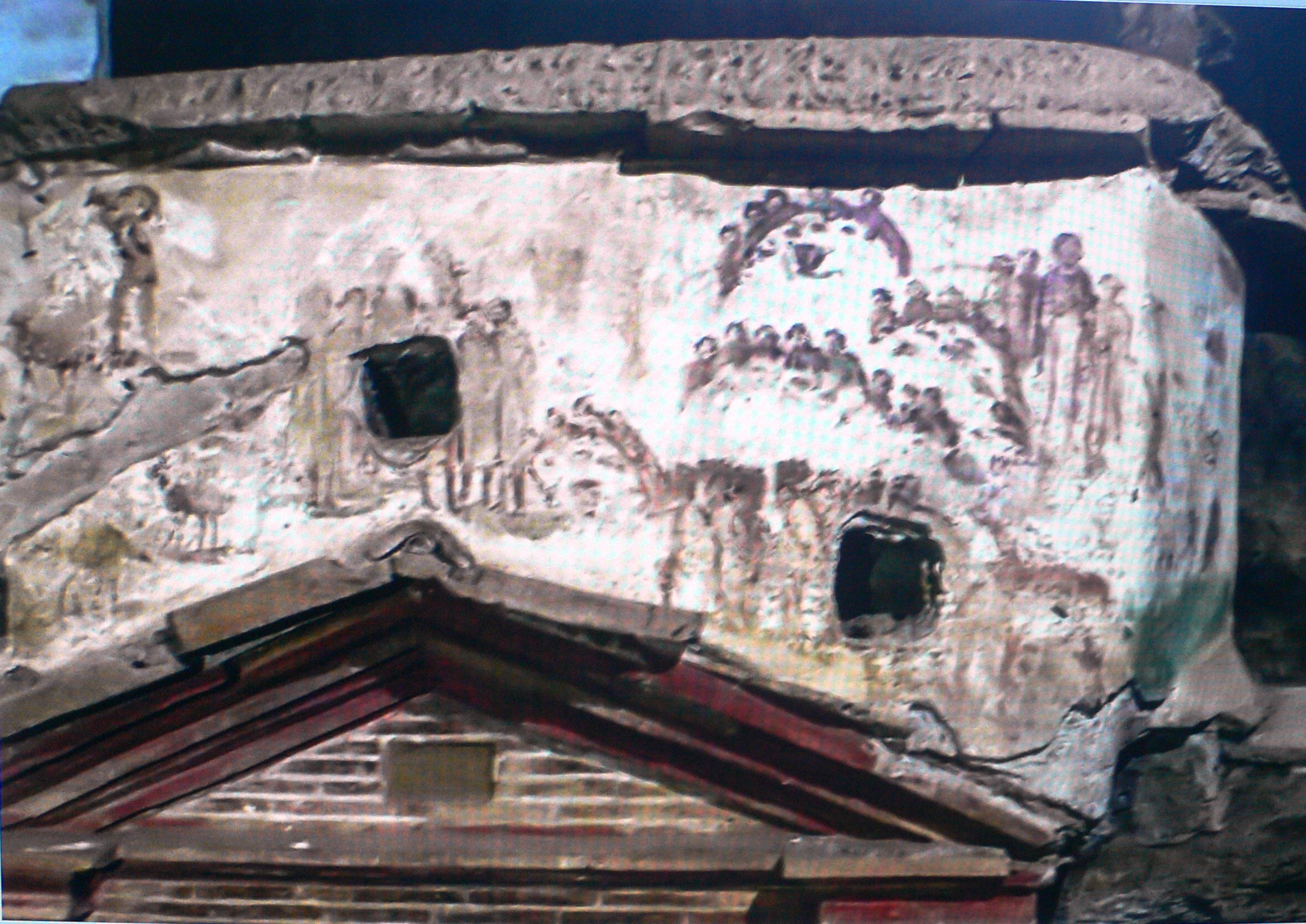
Frühchristliche Wandmalerei (um 230) über dem antiken Grabhaus des Clodius Hermes
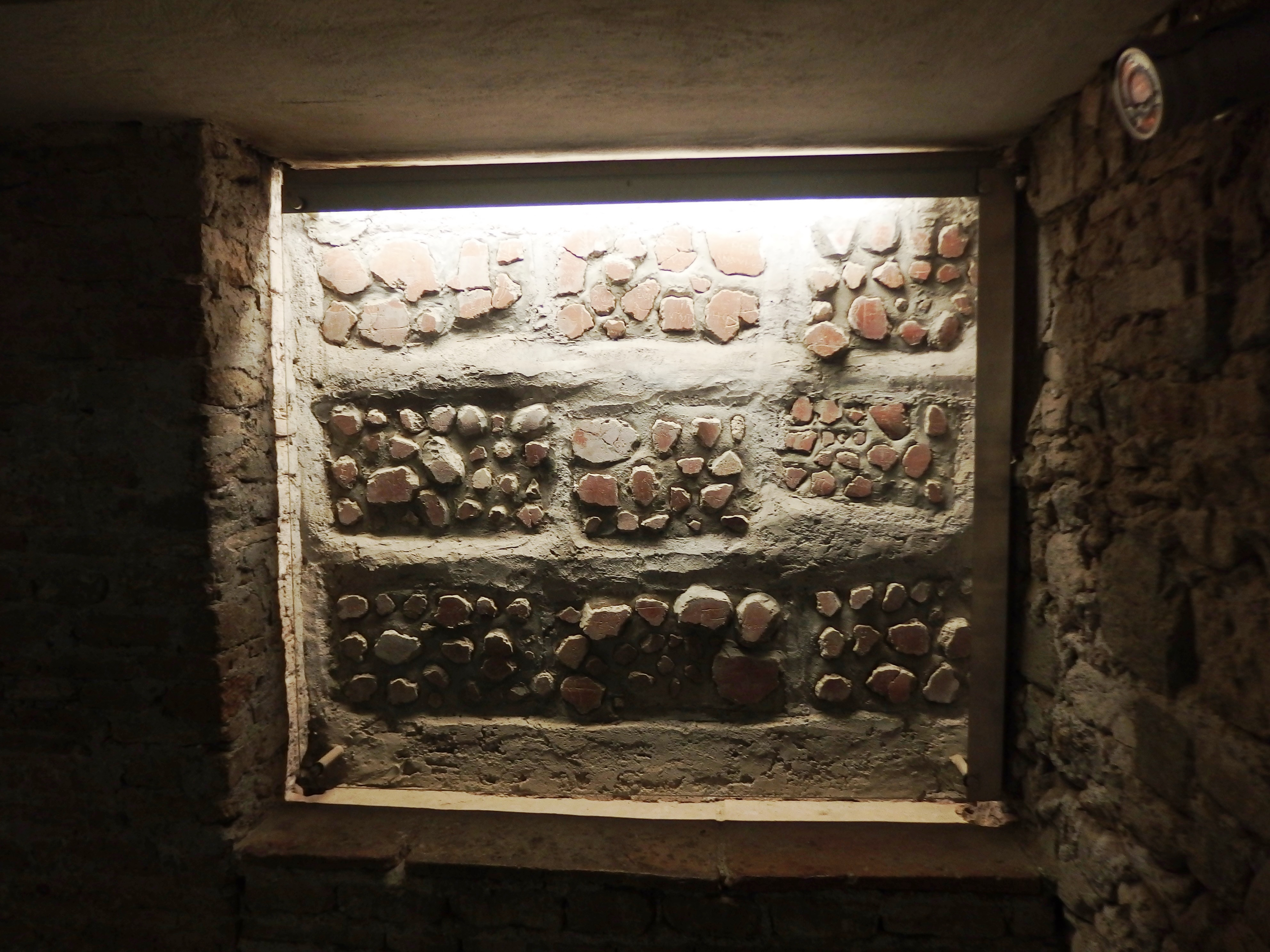
Graffiti aus der Sebastian-Katakombe

Die Katakombe liegt an der Via Appia Antica, etwa zwei Kilometer außerhalb des Stadttors Porta San Sebastiano; seit 317 ist sie mit der Basilika San Sebastiano fuori le mura überbaut. Nach der dortigen Ortsbezeichnung ad catacumbas (von griechisch κατά κύμβας = „bei den Mulden“), hieß die Katakombe ursprünglich ad catacumbas, weil sie bei den Mulden und Höhlungen einer Grube für Puzzolanerde lag. Nach der Beisetzung des Märtyrers Sebastian (um 288) nannte man sie dann Catacombe San Sebastiano.
Die ersten Gänge dieser Katakombe wurden bereits am Ende des 1. Jahrhunderts in den Stollen der stillgelegten Grube angelegt, um dort heidnische und christliche Bestattungen in Wandnischengräbern vornehmen zu können. In der Folgezeit hat sich die Katakombe dann auf vier Stockwerke ausgedehnt (heute zum großen Teil zerstört). Hinzu kamen Grabhäuser und kleine Mausoleen sowie um 260 auch eine Gedächtnisstätte für die Apostel Petrus und Paulus (Memoria Apostolorum). Sie war entstanden, nachdem Kaiser Valerian 257 angeordnet hatte, dass die Christen ihren Kult nicht mehr in der Öffentlichkeit ausüben durften und sie sich deshalb auch nicht mehr am Petrusgrab und am Paulusgrab versammeln konnten. Deshalb wurde der gemeinsame Kult in den unterirdischen Friedhof (cymeterium catacumbas) an der Via Appia in die neu errichtete Memoria Apostolorum verlegt. Die trapezförmige Memorialanlage (23 × 18 m) bestand aus einem Innenhof mit zwei überdachten Loggien, zwischen denen eine Treppe zu einer Quelle hinabführte. Die von den Christen benutzte östliche Loggia, triclia genannt, lag etwas erhöht und hatte Wandmalereien mit Darstellungen von Blumen und Tieren sowie zahlreiche Graffiti mit Anrufungen der Apostel Petrus und Paulus. Mitte des 4. Jahrhunderts wurde in Verlängerung eines Katakombengangs die Krypta des Märtyrers Sebastian dort angelegt, wo die Gebeine des um 288 hingerichteten Heiligen beigesetzt worden waren. Außerdem werden in der Sebastian-Katakombe die Reliquien des Märtyrers Quirinus von Siscia (Pannonien) verwahrt, die im 5. Jahrhundert von Pilgern nach Rom gebracht worden sein sollen.
Wandmalereien blieben vor allem im zweiten Stockwerk erhalten (Moses schlägt Wasser aus dem Felsen, eine Frau in Orantenhaltung und das Jesuskind in der Krippe). Auch die unter dem rechten Seitenschiff der Basilika gelegenen drei römischen Grabhäuser des 2. Jahrhunderts, genannt Marcus Clodius Hermes, Innocentores und Beil-Mausoleum, die Anfang des 3. Jahrhunderts von den Christen übernommen wurden, waren mit Wandmalereien geschmückt. An der Außenfront der Grabkammer des Marcus Clodius Hermes haben sich die wohl ältesten Wandmalereien mit biblischen Themen erhalten (um 230): Links zwei Hirten mit ihrer Herde und ein dritter mit einem Schaf auf der Schulter; rechts daneben vier halbkreisförmig angeordnete Tischgesellschaften und Diener mit Brotkörben; in der Wandbiegung eine Schweineherde, die auf einen See zustürzt. Diese Malereien werden gedeutet als biblische Darstellungen des Guten Hirten (griechisch ὁ ποιμὴν ὁ καλός), des Wunders der Brotvermehrung (Mt 15,32ff.) und der Heilung des Besessenen von Gerasa, dessen Dämonen sich in Schweine flüchten und mit diesen im See ertrinken (Mk 5,1 ff.). Außerdem sind in den Gängen und Grabkammern etwa 600 Inschriften gefunden worden.

### Calixtus-Katakombe

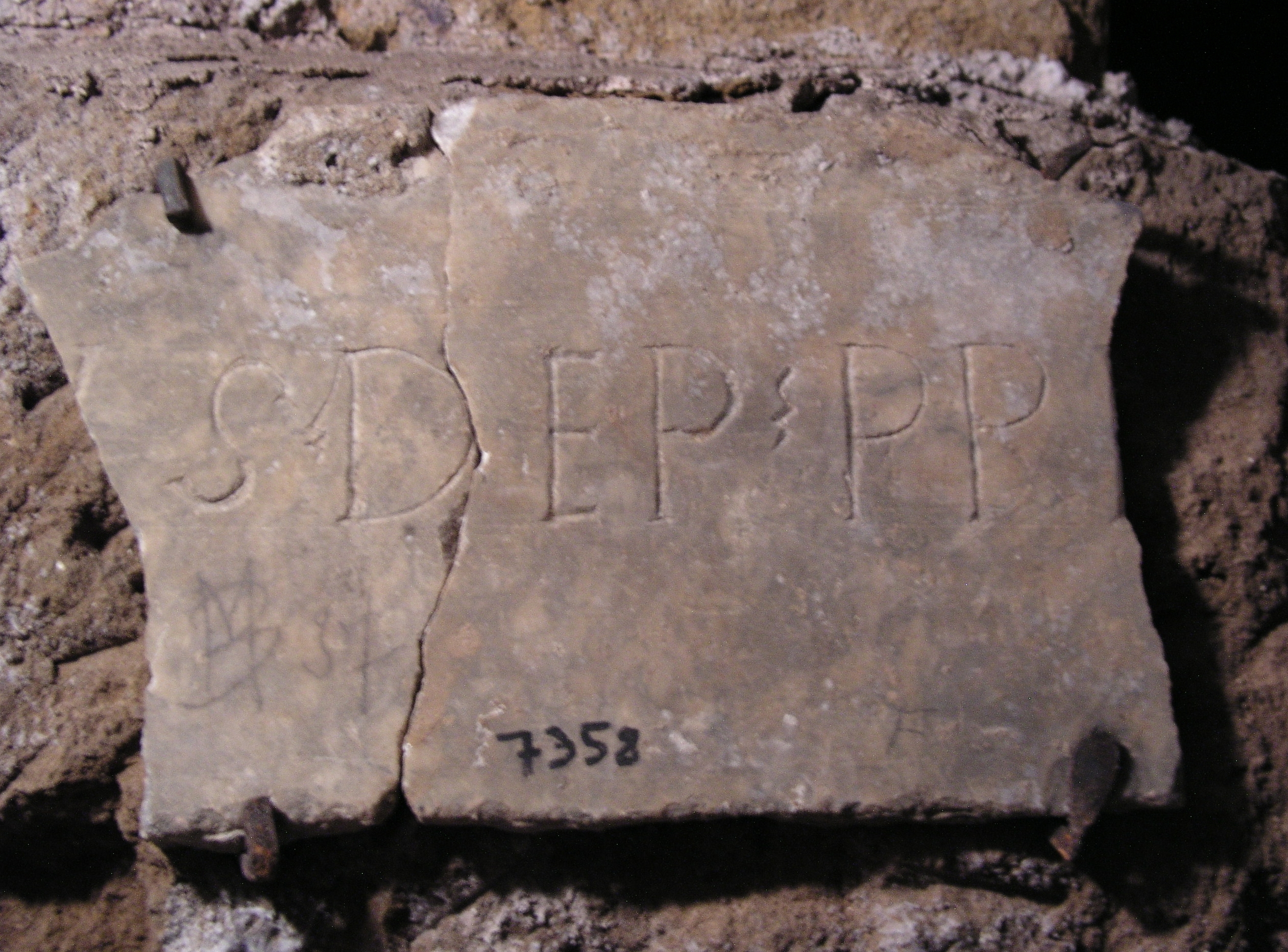
Inschrift SD EP(iscopus) PP (Papa)
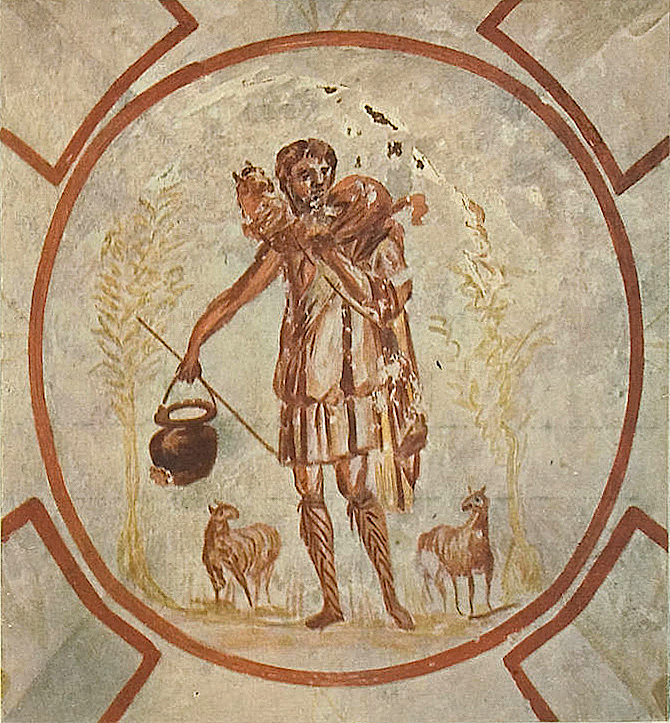
Der Gute Hirte
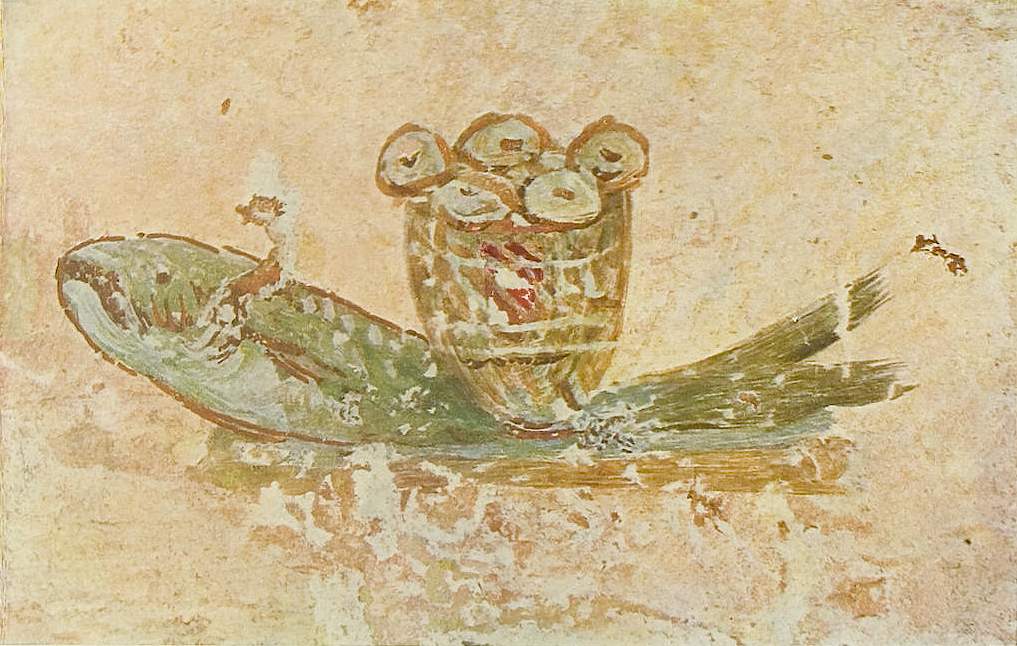
Eucharistisches Brot und Fisch
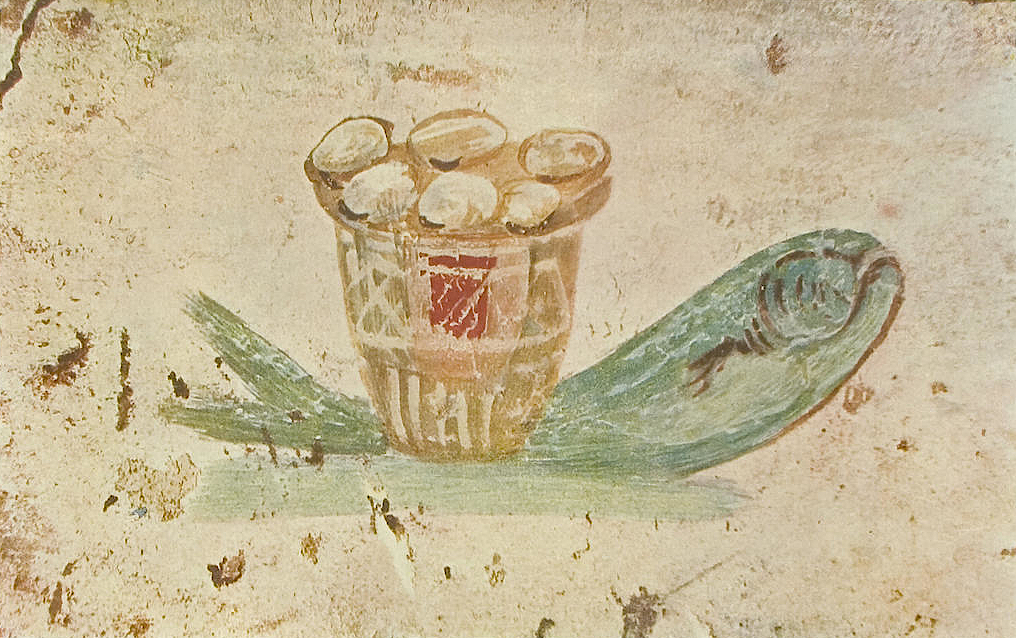
Eucharistisches Brot und Fisch
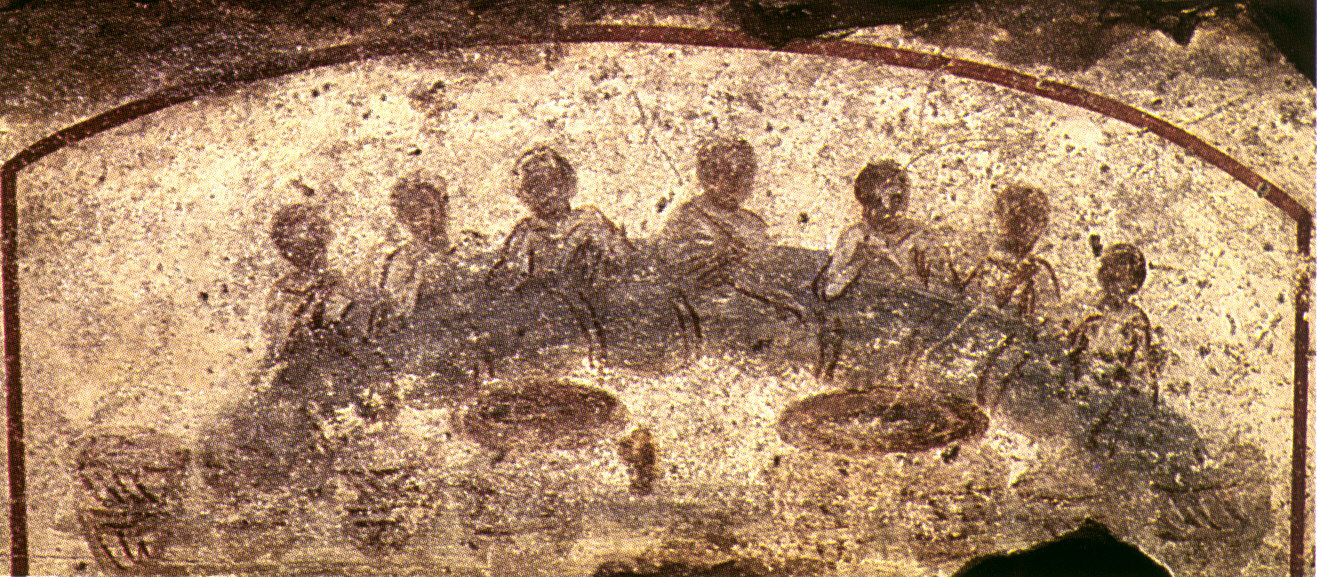
Agape-Mahl, 3. Jh.
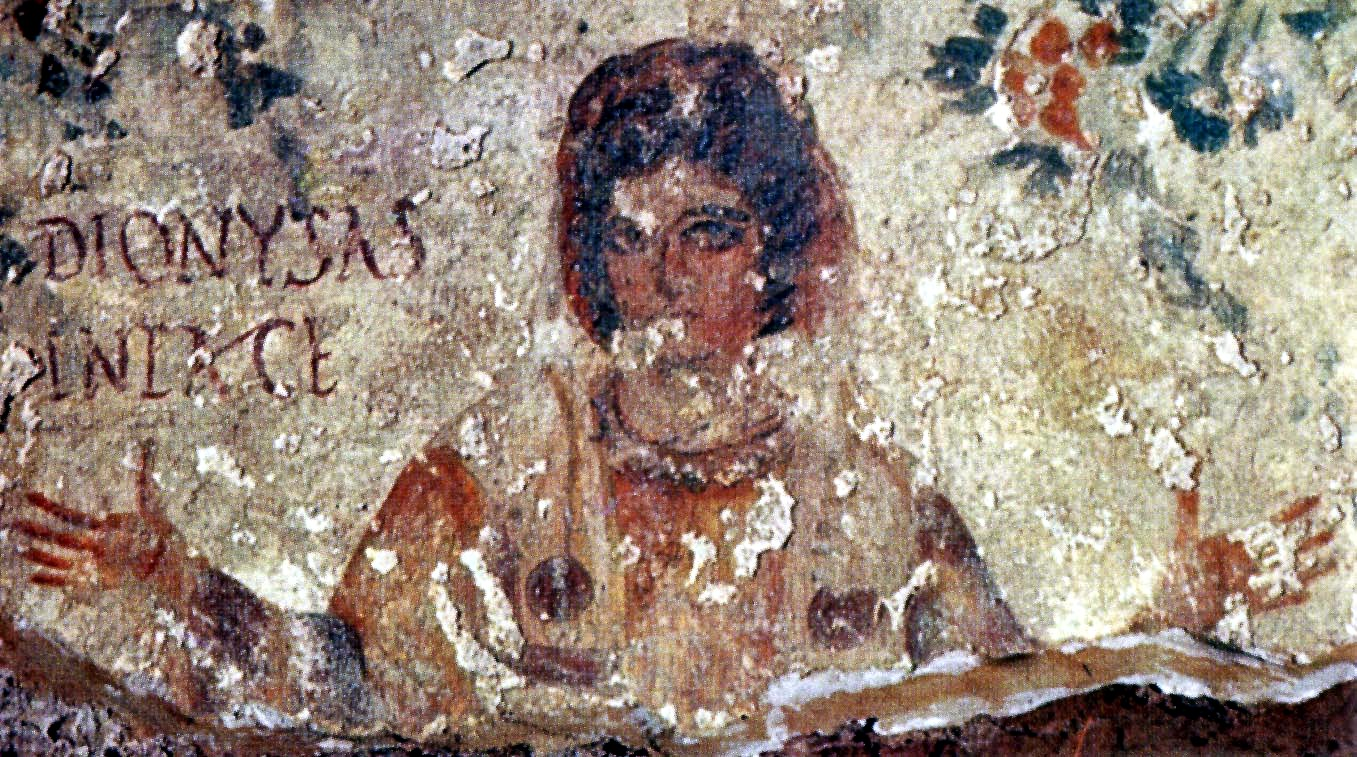
Märtyrerin Dionysia in Orantenhaltung, Cubiculum der Fünf Heiligen, 3. Jh.

Die Calixtus-Katakombe liegt zwischen Via Appia Antica, Via Ardeatina und Vicolo delle Sette Chiese. Es war Ende des 2. Jahrhunderts die erste nur für die christliche Gemeinde Roms vorgesehene Katakombe; sie entwickelte sich zu einem der größten unterirdischen Gräbersysteme in Rom: Unter einer Fläche von ca. 15 ha verlaufen auf bis zu fünf Ebenen unterirdische Gänge von rund 20 km mit mindestens 370.000 Gräbern (ohne die Wiederbelegungen), darunter schätzungsweise 100 Gräber von Märtyrern und 16 von Bischöfen; außerdem gibt es 63 Familiengräber und Gruften.
Ihren Namen hat die Katakombe von dem Bischof von Rom Calixt I. († 222), der schon als junger Diakon mit der Verwaltung der Katakombe befasst war und der sie als Bischof von Rom auch erweitern ließ.
Zu den ältesten Teilen der Katakombe gehören die Krypta der Cäcilia von Rom (um 200–230)
und die sogenannten Krypten der Lucina (um 210–305) mit Wandgemälden des 3. Jahrhunderts (Daniel in der Löwengrube, Christus als Guter Hirte, Jonas-Zyklus, Adoranten und Eucharistischer Fisch). Außerdem die ‚Krypta der Päpste‘ mit den Gräbern von neun römischen und drei afrikanischen Bischöfen des 3. Jahrhunderts; an der Rückwand dieser Gruft ist die Marmortafel mit dem Lobgedicht von Damasus I. angebracht, in dem er die dort beigesetzten Märtyrer und Bischöfe preist. In der ‚Sakramentskapelle‘ genannten Bestattungszone befinden sich Wandmalereien aus der ersten Hälfte des 3. Jahrhunderts mit Motiven aus dem Alten Testament und dem Neuen Testament (Quellwunder in der Wüste, Jonas-Zyklus, Mahl der sieben Jünglinge am See Genezareth, Heilung eines Gelähmten, Taufe Jesu, Opferung Isaaks und ein eucharistisches Abendmahl mit sieben Speisenden). Im ‚Cubiculum der fünf Heiligen‘ (3. Jh.) sind mit Namen benannte Frauen und Männer als Oranten in einem paradiesischen Garten dargestellt (griechisch παράδεισος = Paradeisos = Garten, Paradies). Im Cubiculum des Diakons Severus (um 304) hat sich eine Inschrift erhalten, in welcher der Bischof von Rom zum ersten Mal als Papst (papa) bezeichnet wird. In den mehr als 2000 Inschriften finden sich zum Teil Altersangaben und Beschreibungen der Tätigkeiten der Verstorbenen.

### Domitilla-Katakombe

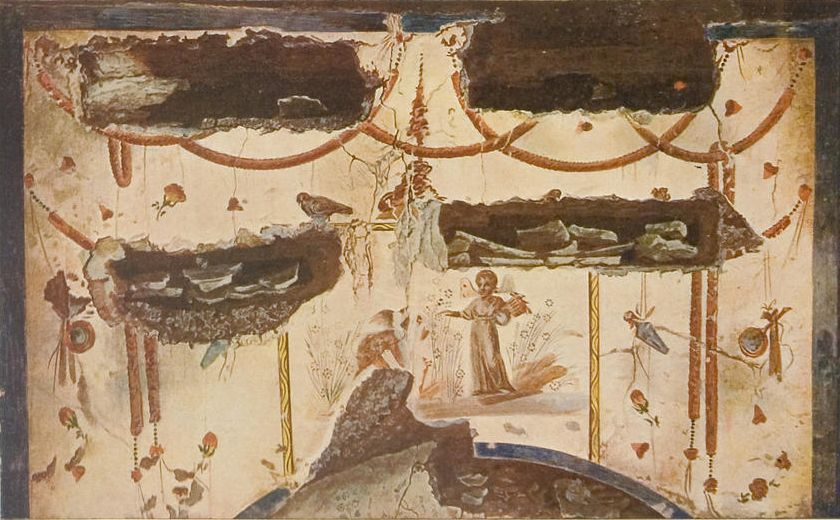
Malerei zwischen Nischengräbern, 4. Jh.
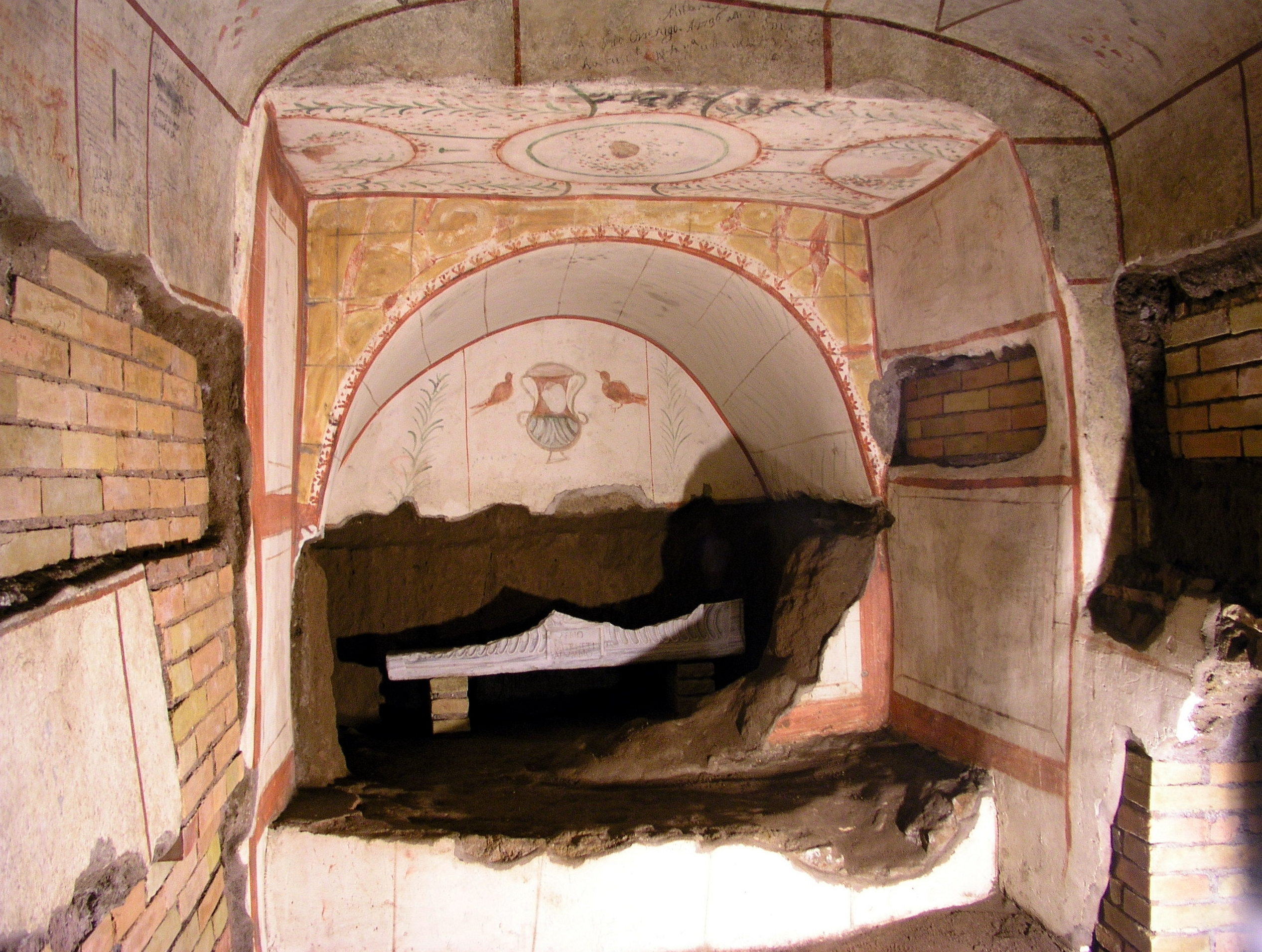
Cubiculum mit Fresken im geometrischen Stil
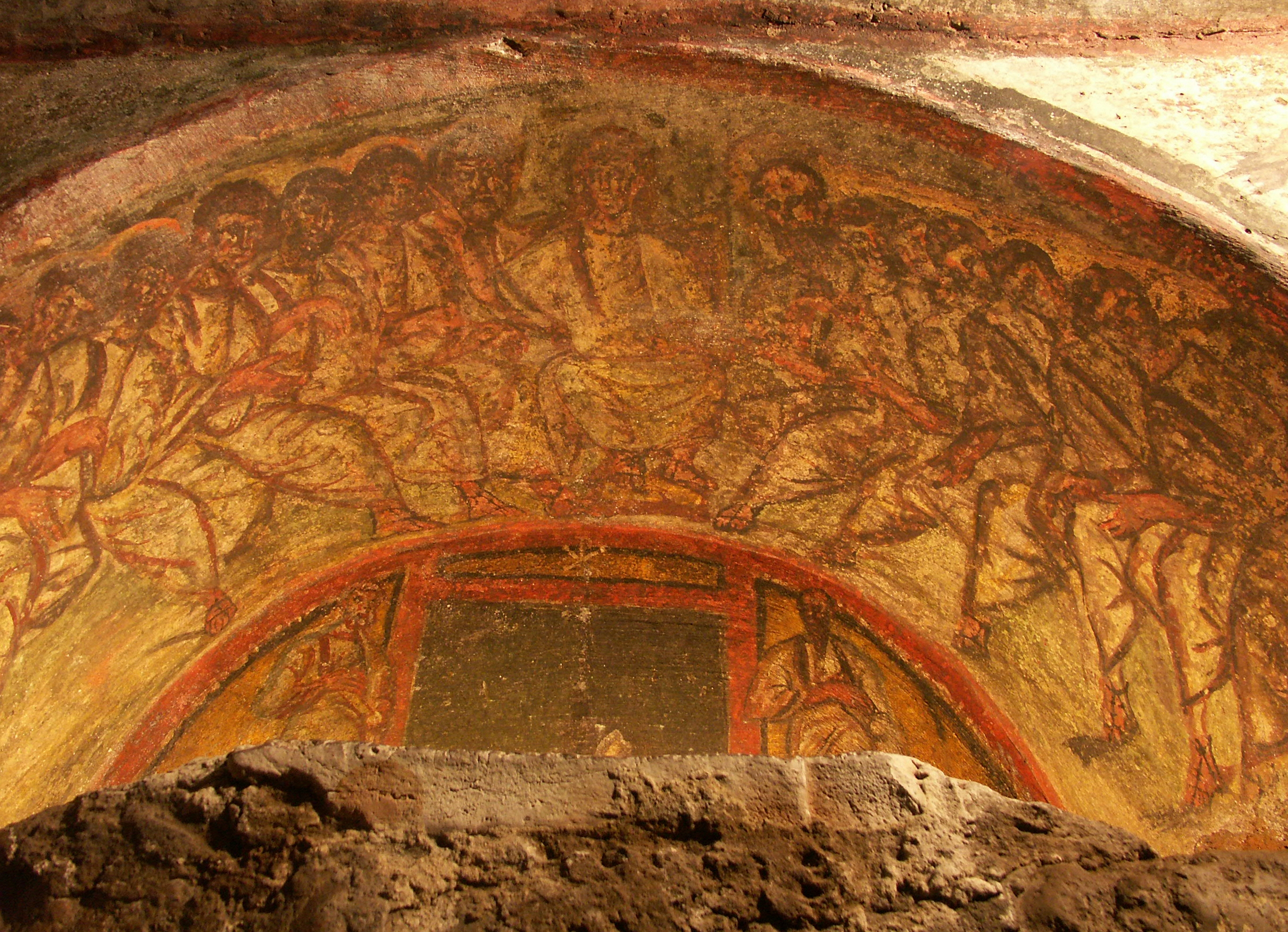
Christus unterweist die zwölf Apostel, unter ihnen Petrus und Paulus; unten Christussymbol „Chi Rho“, Ampliatus-Krypta
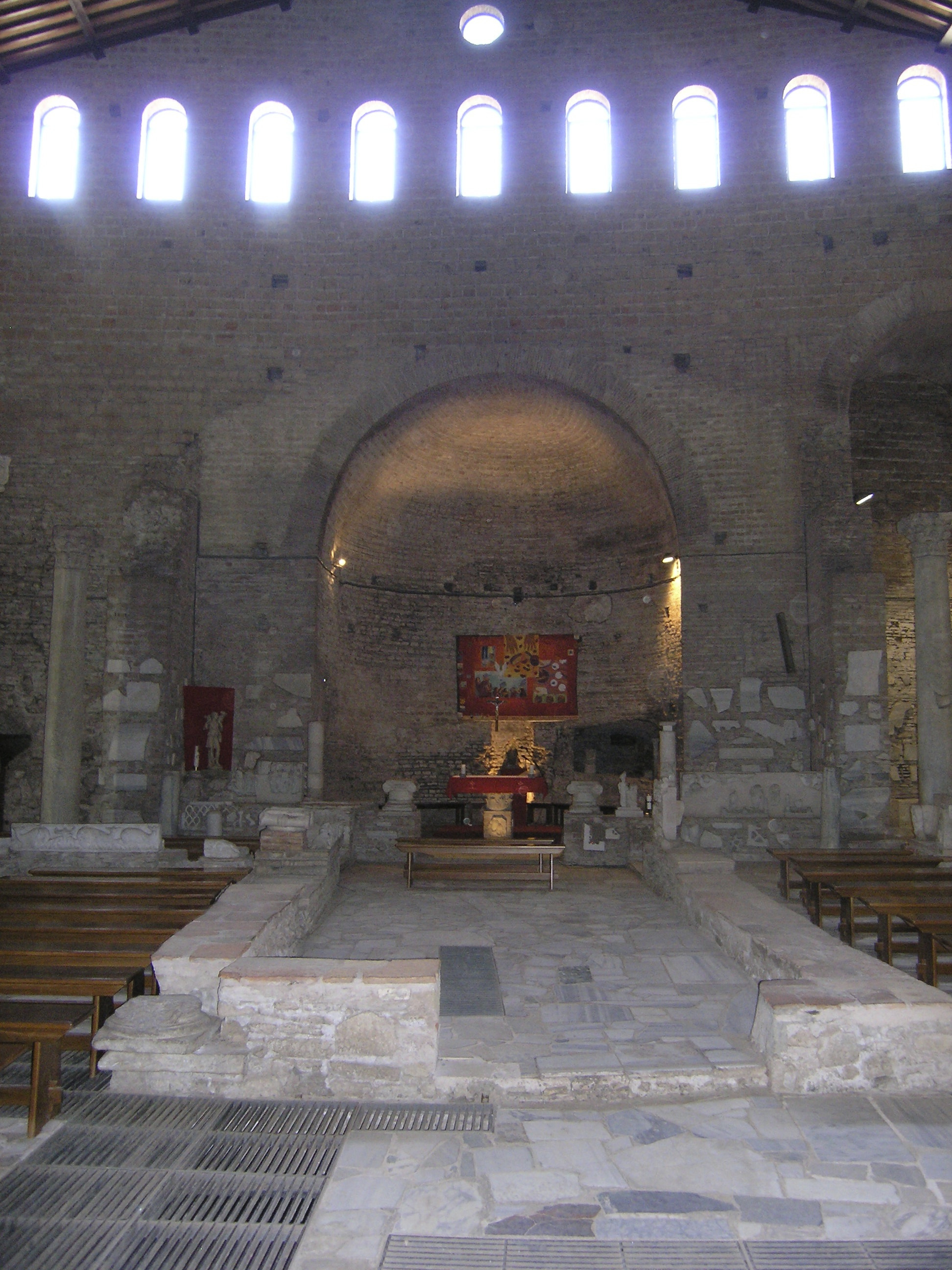
Katakomben-Basilika SS. Nereo e Achilleo über dem Grab der Märtyrer in der Domitilla-Katakombe

Unweit der Calixtus-Katakombe befinden sich die Domitilla-Katakomben (Catacombe di Santa Domitilla) an der Via delle Sette Chiese 280; sie gehören mit den ca. 17 km langen Galerien und etwa 150.000 Grablegungen zu den größten Katakomben Roms. Nach der Überlieferung hat die Christin Flavia Domitilla aus der kaiserlichen Familie der Flavier auf ihren Ländereien im Süden der Stadt bereits Ende des 1. Jahrhunderts Bestattungen ihrer Freigelassenen ermöglicht, woraus in der zweiten Hälfte des 2. Jahrhunderts eine christliche Katakombe entstand, die den Namen Domitilla erhielt.
In einem Cubiculum auf der zweiten Ebene wurden Anfang des 4. Jahrhunderts die Märtyrer Nereus und Achilleus bestattet, zu deren Ehren Damasus I. eine Memoria mit einer Gedenktafel errichten ließ. Unter Bischof Simplicius (498–514) entstand an dieser Stelle die Katakombenbasilika SS. Nereo e Achilleo mit dem Altar unmittelbar über den Märtyrergräbern (basilica ad corpus); der heute zur Hälfte oberirdisch gelegene Bau ist eine Rekonstruktion des 19. Jahrhunderts.
In den beinahe 80 Grabräumen und an den Wänden der Gänge haben sich zahlreiche Wandmalereien erhalten, die einen guten Querschnitt durch die Entwicklungsgeschichte der christlichen Malerei bieten: Aus der Frühzeit Symbole des Lebens und der Auferstehung, die Szene von Daniel in der Löwengrube, eine der frühesten Darstellungen des Guten Hirten, eine thronende Madonna, die Weisen aus dem Morgenland. Aus der Mitte des 4. Jahrhunderts stammt die Ausmalung eines Arkosoliums in der Nähe der Ampliatus-Krypta, in der Christus als Lehrer im Kreis der Apostel dargestellt wird.
Mit dem Namen der Domitilla-Katakomben ist der Katakombenpakt verbunden, der dort am 16. November 1965, wenige Wochen vor dem Ende des Zweiten Vatikanischen Konzils, geschlossen worden ist, und dem bis heute mehr als 500 Bischöfe in aller Welt beigetreten sind. Alle Unterzeichner haben sich darin zu einem einfachen Lebensstil und zum Dienst an den Armen sowie zum Verzicht auf Prunk und Titel verpflichtet.

### Priscilla-Katakombe
Die Priscilla-Katakombe (Catacombe di Priscilla) liegt an der Via Salaria nahe bei dem Park der Villa Ada. Auf zwei Ebenen, die jeweils im Fischgrätenmuster angelegt sind, befinden sich darin in 13 km langen Gängen etwa 40.000 Gräber. Diese frühchristlichen Grabkammern wurden 1578 bei Weinbauarbeiten zufällig entdeckt.
Gegen Ende des 1. Jahrhunderts besaß die Senatorenfamilie der Acilier hier ihr Hypogäum (griechisch hypógeion, hypo = unter und gẽ = Erde), eine unterirdische Grabanlage, in der die Inschrift Priscilla clarissima gefunden wurde, ein Hinweis darauf, dass diese Priscilla zur Familie der Acilier gehörte. Nachdem dann zu Beginn des 3. Jahrhunderts die Christen in der benachbart gelegenen ehemaligen Erdgrube unterirdische Gänge für ihre Bestattungen angelegt hatten, übernahm man den Namen Priscilla für diese Katakombe an der Via Salaria. Es entstanden mehr als 20 große Nischengräber und viele Hundert Wandgräber. Dort lag auch die – nach den aufgefundenen griechischen Inschriften benannte – Cappella Graeca mit Wandmalereien aus der zweiten Hälfte des 2. Jahrhunderts: Madonna mit Kind und Prophet Bileam unter dem Stern von Betlehem (älteste Darstellung dieses Motivs), Anbetung der Könige, die drei Jünglinge im Feuerofen, Moses schlägt Wasser aus dem Felsen, Geschichte der Susanna im Bade, Phönix (als Symbol der Auferstehung); außerdem im zweiten Joch über der Apsisnische das Eucharistische Abendmahl. Einige Zeit später entstanden im Cubiculum der Velatio einige Darstellungen dieser hier bestatteten Frau (Ende 3. Jh.), außerdem die Opferung Isaaks und die drei Jünglinge im Feuerofen (hier neben einer Taube mit einem Zweig im Schnabel als Hinweis auf das göttliche Eingreifen). Der am 31. Dezember 335 verstorbene Papst Silvester wurde hier beigesetzt, außerdem sechs weitere Päpste und mehr als zehn Märtyrer.

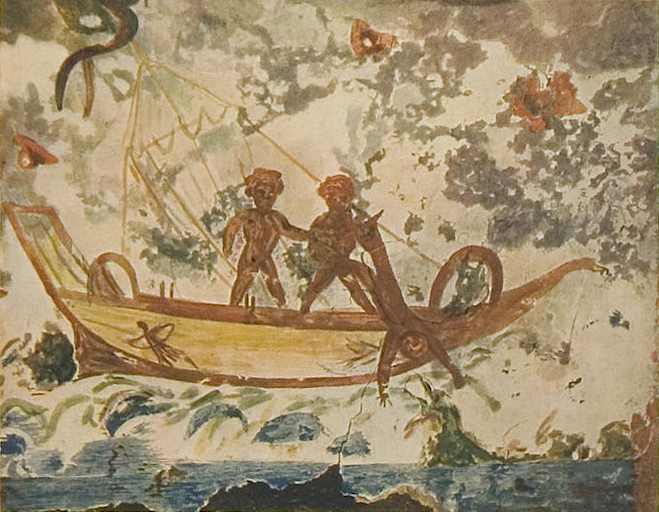
Prophet Jona wird ins Meer geworfen
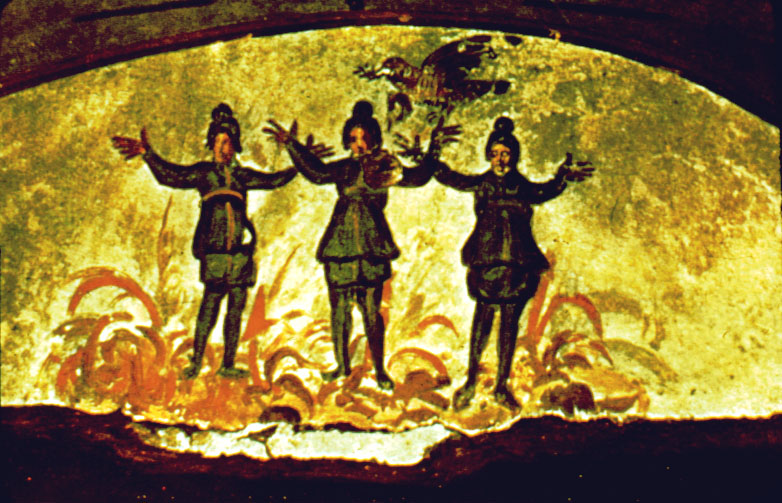
Drei Jünglinge im Feuerofen und Taube mit Ölzweig, 3./4. Jh. Digital veränderte Farben.
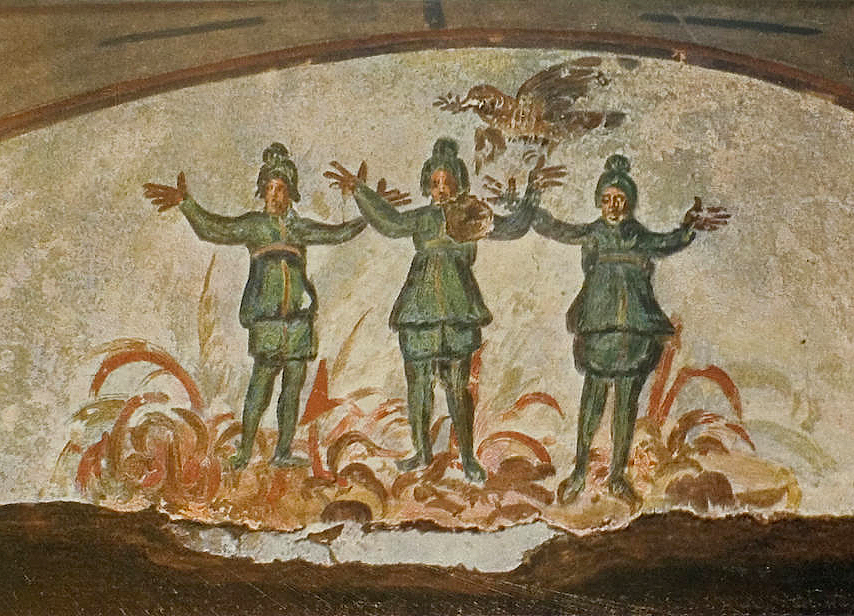
Drei Jünglinge im Feuerofen und Taube mit Ölzweig, 3./4. Jh., aus dem Buch Die Malereien der Katakomben Roms, Tafel 78. Originalfarben.
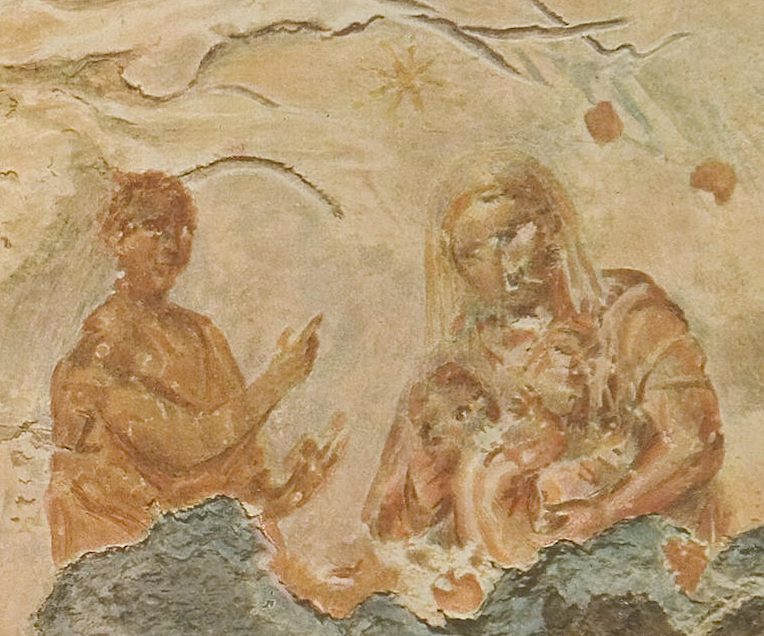
Älteste Darstellung von Maria mit Kind, Prophet Bileam und dem Stern von Betlehem, Ende 2. Jh.
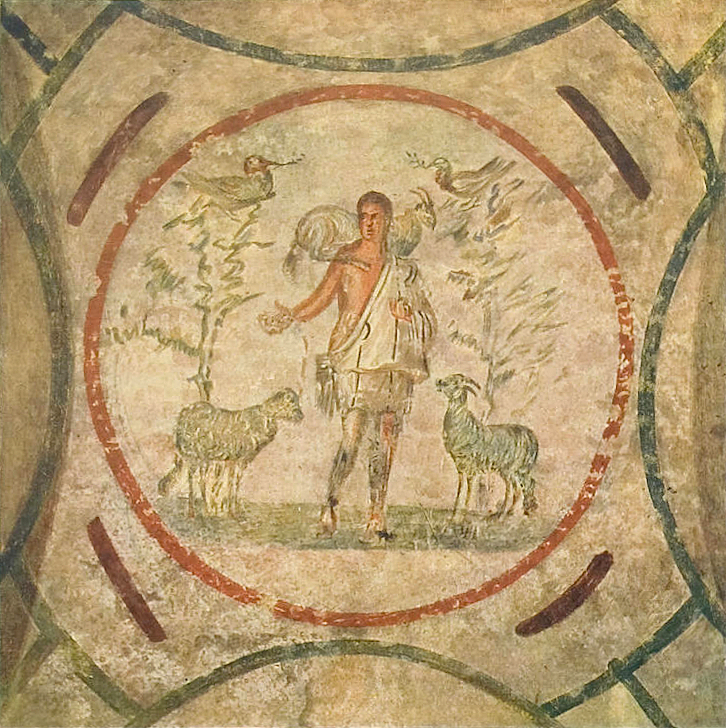
Der Gute Hirte, 2. Hälfte 3. Jh.

### Marcellinus und Petrus-Katakombe

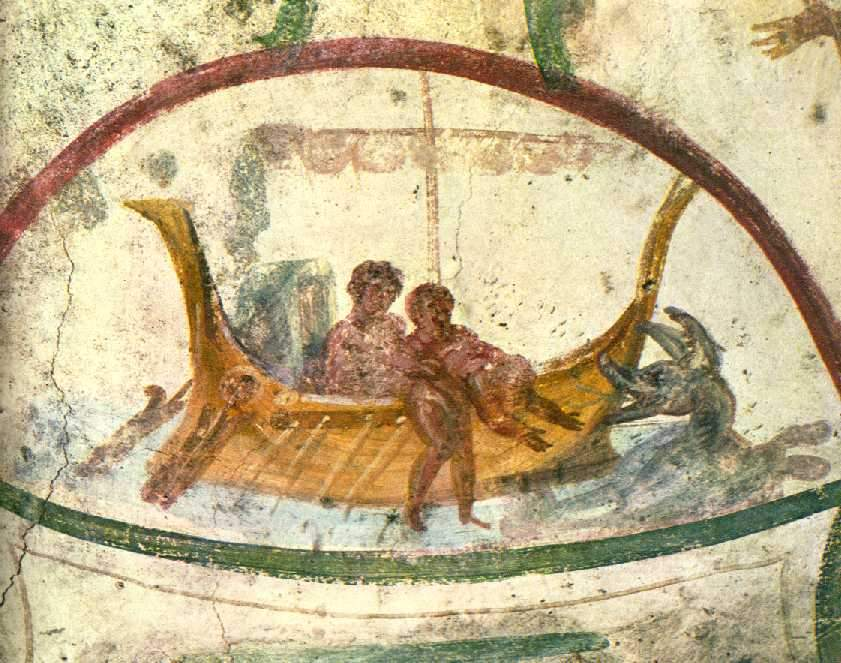
Jonas wird ins Meer geworfen (4. Jh.)
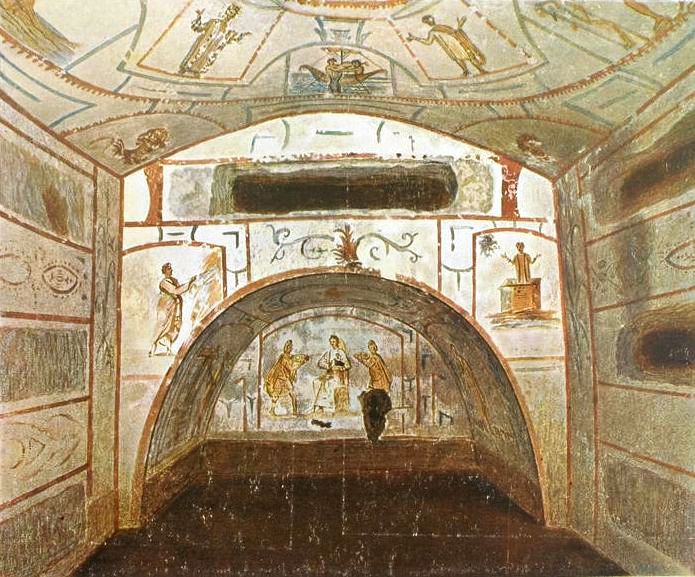
Wandmalerei mit Anbetung der Weisen aus dem Orient
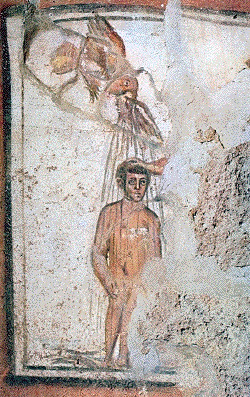
Taufe Jesu im Jordan, mit Geist-Taube und göttlichen Strahlen sowie der Hand von Johannes dem Täufer
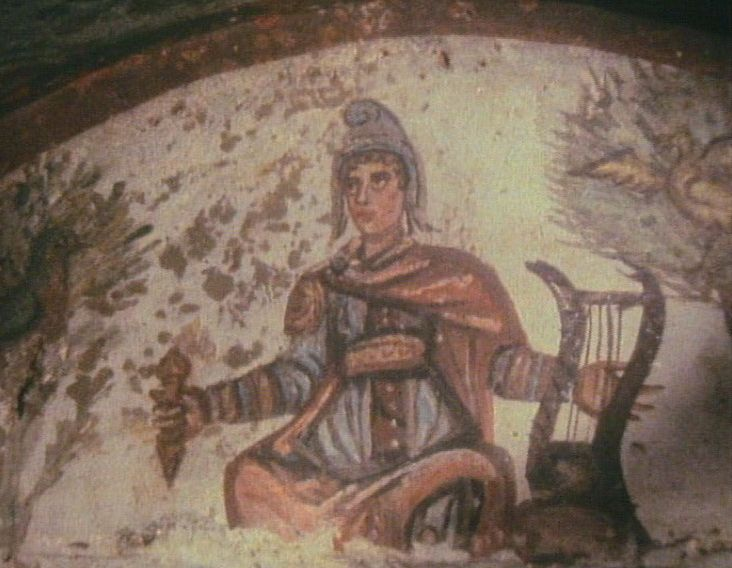
Christus als Orpheus, 4. Jh.
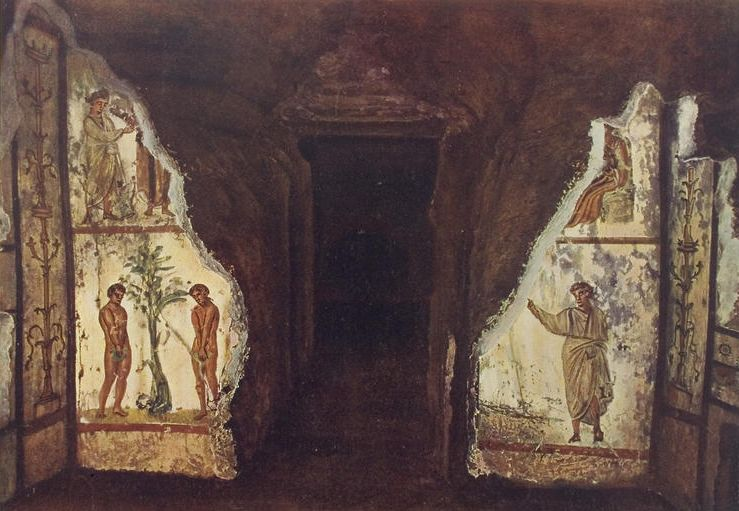
Adam und Eva auf einem Wandgemälde, 4. Jh.
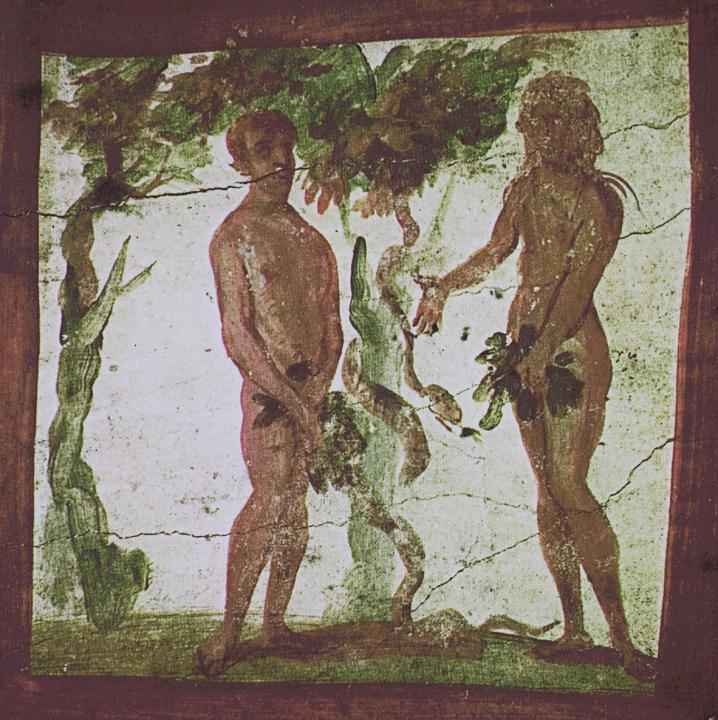
Adam und Eva auf einem Deckengemälde, 4. Jh.
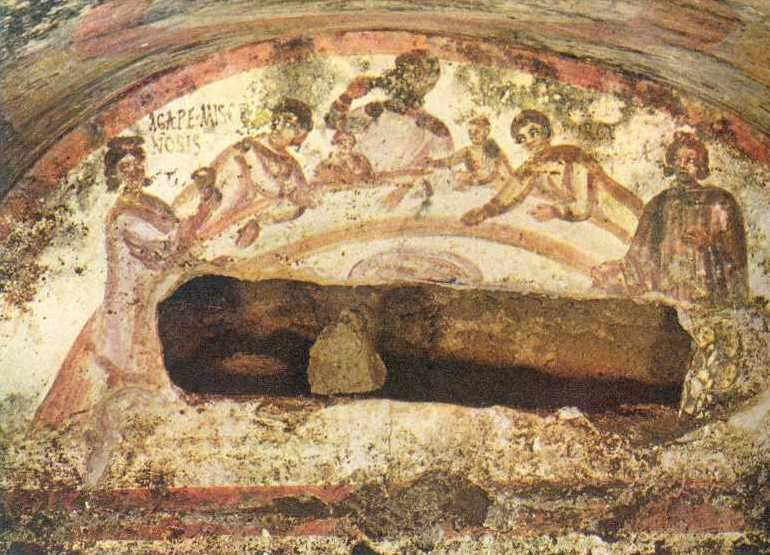
Feier der Agape
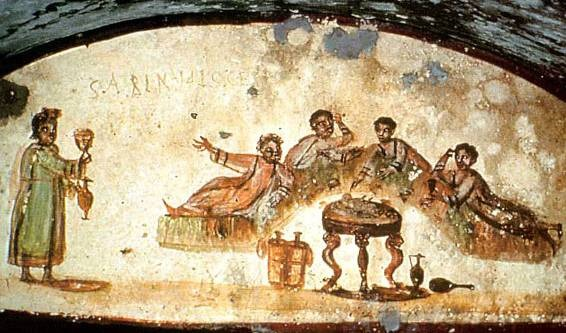
Festgelage
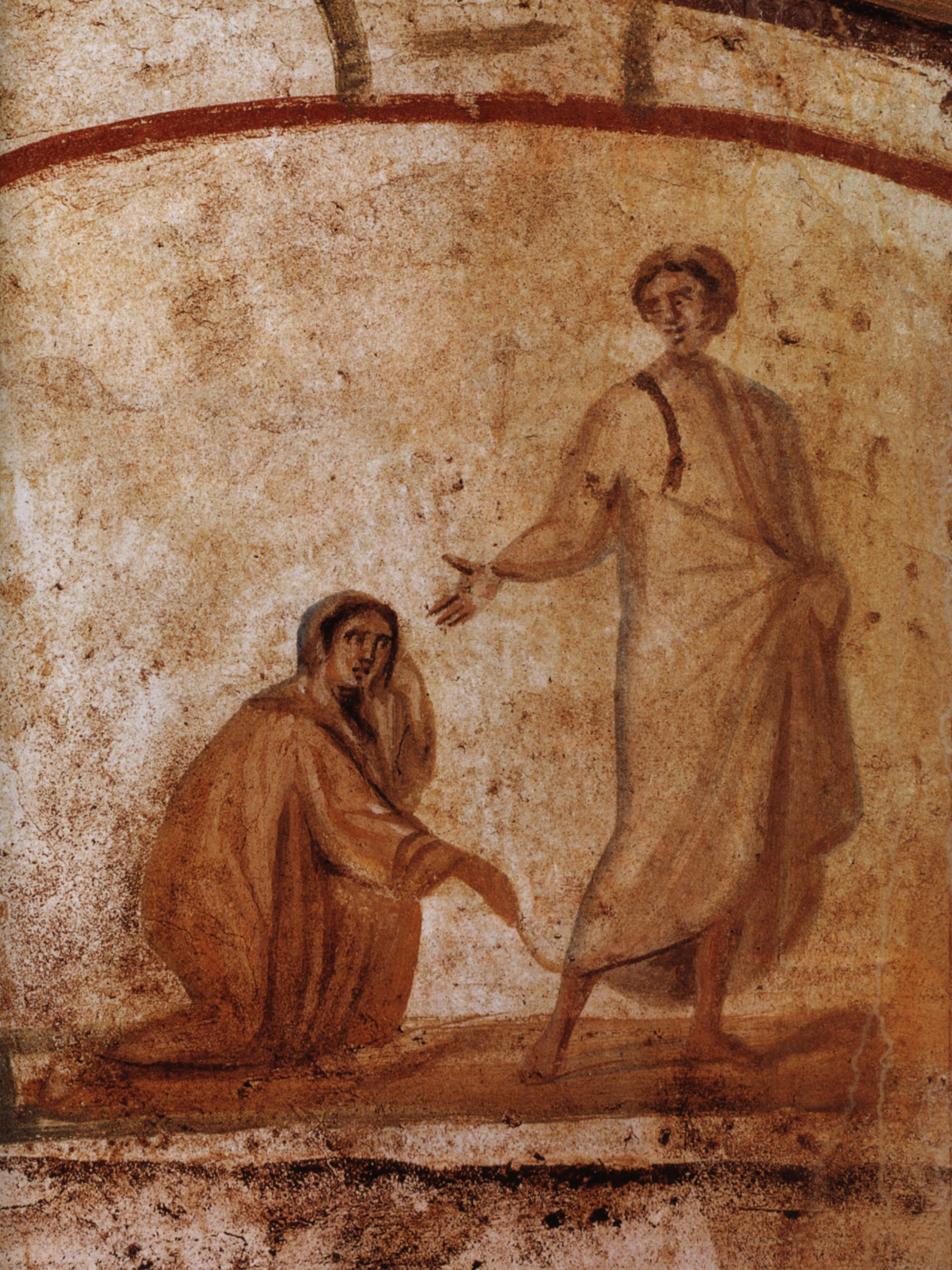
Heilung der blutflüssigen Frau
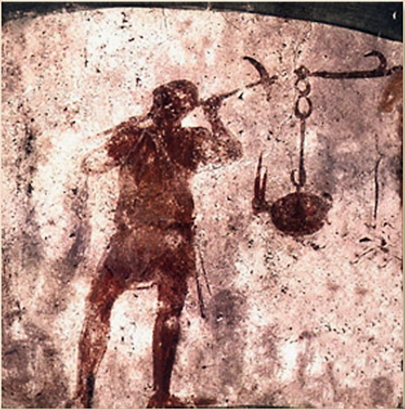
Katakombenarbeiter (fossor)

An der antiken Via Labicana, der heutigen Via Casilina, befand sich in vorkonstantinischer Zeit auf dem kaiserlichen Besitztum ad duos lauros („bei den zwei Lorbeerbäumen“) der Friedhof der kaiserlichen Leibgarde (equites singulares). In unmittelbarer Nähe dieses Reiterfriedhofs entstand in der zweiten Hälfte des 3. Jahrhunderts eine christliche Katakombe, in der auch viele Märtyrer als Opfer der Christenverfolgung unter Kaiser Diokletian (um 304) bestattet wurden, darunter die besonders verehrten Petrus exorcista und Marcellinus presbyter, nach denen man die Katakombe später benannte; außerdem waren dort beigesetzt: Tiburtius, Gorgonius von Rom, die Quatuor coronati und weitere namenlose Märtyrer.
Weil die Kaiserliche Leibgarde bei der Schlacht an der Milvischen Brücke auf Seiten seines Rivalen Maxentius gekämpft hatte, wurde sie von Kaiser Konstantin aufgelöst und der Friedhof aufgehoben. Stattdessen ließ Konstantin um 315 auf diesem Gelände eine Umgangsbasilika zum Gedächtnis an die Märtyrer Petrus und Marcellinus und die übrigen in der Katakombe beigesetzten Opfer der Christenverfolgung errichten. Unter Papst Damasus I. (366–384) wurde die Katakombe erweitert und ausgeschmückt, insbesondere die Krypten der Titelheiligen und der Märtyrer Tiburtius und Gorgonius. Bis zur Mitte des 6. Jahrhunderts folgten weitere Umgestaltungen. Heute erstrecken sich die bis zu 16 Meter tiefen Gänge über eine Fläche von 18.000 m² mit schätzungsweise 15.000 Bestattungen. Nach langjährigen Restaurierungsarbeiten konnten die unterirdischen Anlagen und die wertvollen Wandmalereien im Februar 2016 wieder für die Öffentlichkeit zugänglich gemacht werden.
Die Wandmalereien der Katakombe mit Motiven aus dem Alten und Neuen Testament stammen überwiegend aus dem 2. bis 4. Jahrhundert. Darunter sind bemerkenswert: die Geschichte des Propheten Jonas mit dem Guten Hirten in der Mitte; Noah, der sich aus der Arche beugt in Erwartung der Taube mit dem Olivenzweig; Heilung der Blutflüssigen, die durch Berührung des Gewandes von Jesus geheilt wird; Daniel in der Löwengrube als junger Prophet in Orantenhaltung; im Cubiculum der Jahreszeiten: Arche Noahs, Quellwunder des Moses, die Geschichte des Job, Vermehrung der Brote und Fische; Taufe Christi (mit der Taube des Heiligen Geistes und der noch sichtbaren Hand Johannes des Täufers); Adam und Eva nach dem Sündenfall; Deckengemälde in der Krypta der Titelheiligen: Christus (mit Aureole) auf einem Thron (mit Kissen und Suppedaneum) zwischen Paulus und Petrus, darunter die Märtyrer Gorgonius, Petrus, Marcellinus und Tiburtius in Anbetung des göttlichen Lammes, das auf dem Berg mit den vier Flüssen im Garten Eden steht.

### Agnes-Katakombe

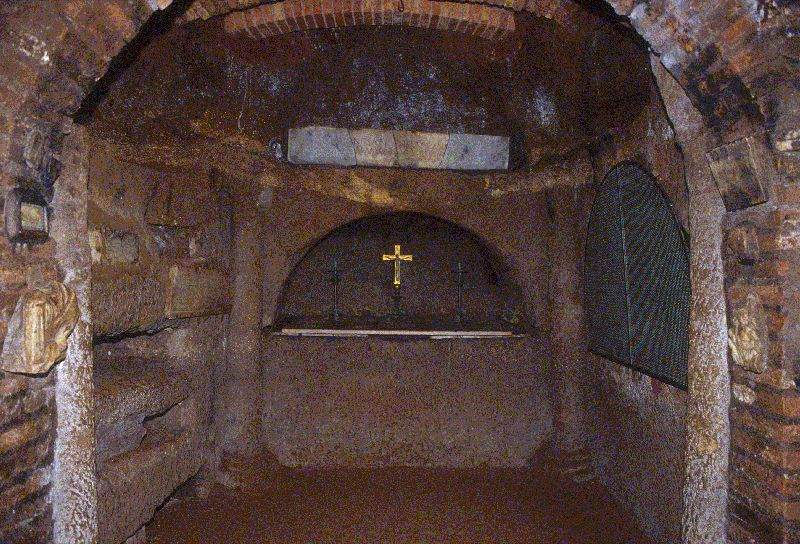
Grab der Märtyrerin Agnes in der nach ihr benannten Katakombe
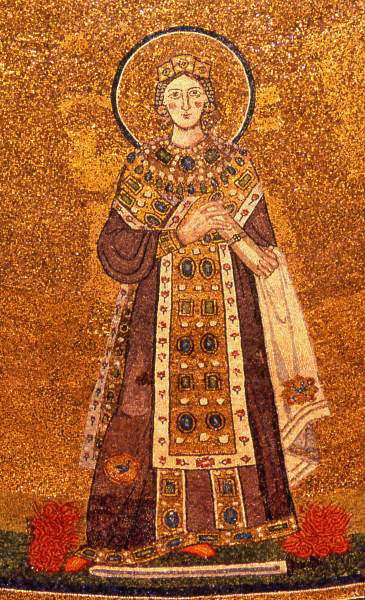
Apsismosaik in der Basilika S. Agnese fuori le mura (um 638)

Die Agnes-Katakombe an der Via Nomentana bestand bereits im 3. Jahrhundert. In konstantinischer Zeit wurde sie bekannt, weil dort Ende des 3. oder Anfang des 4. Jahrhunderts die hochverehrte Märtyrerin Agnes von Rom bestattet worden war, nach der man dann auch die Katakombe benannte. Die unterirdischen Gänge sind auf drei Ebenen etwa 10 km lang, aber nur zu einem kleinen Teil zugänglich. Im Fachschrifttum wird die Katakombe in 3 Bereiche unterteilt: Die älteste Regio nördlich der heutigen Basilika entstand wahrscheinlich Anfang des 3. Jahrhunderts, die zweite östlich der Apsis der Basilika im 3./4. Jahrhundert und die dritte zwischen Basilika und Mausoleum im 4./5. Jahrhundert. In dieser Katakombe fand man keine Wandmalereien, wohl aber zahlreiche Inschriften und Graffiti.
Über dem unterirdischen Friedhof wurden verschiedene Bauwerke errichtet: Die von Constantina (Tochter Konstantins des Großen) um 337 gestiftete Umgangsbasilika Sant’Agnese (coemeterium Agnetis = Begräbnisbasilika) mit ihrem an der Südseite angebauten Mausoleum, heute als Santa Costanza bekannt sowie die um 630 entstandene Emporenbasilika Sant’Agnese fuori le mura, der sogenannte (Honoriusbau).